# Représentations diplomatiques de l'Argentine

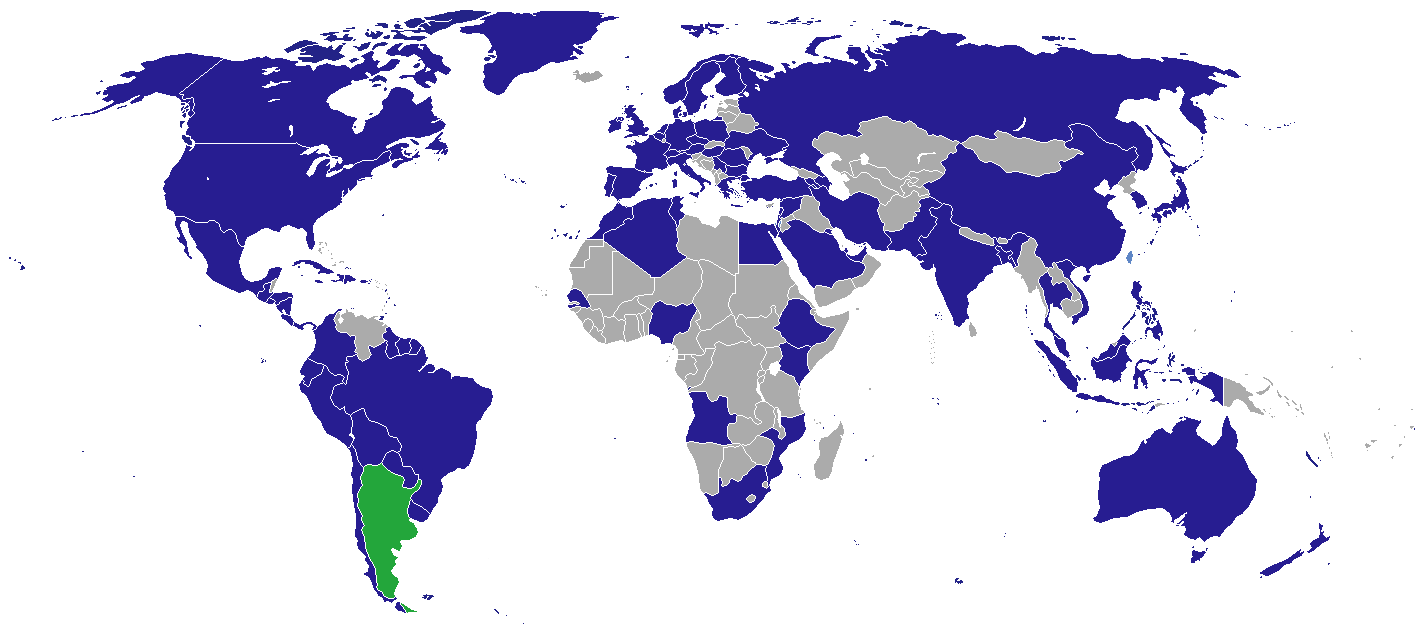
Représentations diplomatiques de l'Argentine :
Argentine
Ambassade
Représentation commerciale et culturelle

Voici les représentations diplomatiques de l'Argentine à l'étranger :

## Afrique
- Afrique du Sud
  - Pretoria (ambassade)
  - Johannesburg (consulat général)
- Algérie
  - Alger (ambassade)
- Angola
  - Luanda (ambassade)
- Égypte
  - Le Caire (ambassade)
- Éthiopie
  - Addis Ababa (ambassade)
- Kenya
  - Nairobi (ambassade)
- Maroc
  - Rabat (ambassade)
- Mozambique
  - Maputo (ambassade)
- Nigeria
  - Abuja (ambassade)
- Sénégal
  - Dakar (ambassade)
- Tunisie
  - Tunis (ambassade)

## Amérique
- Barbade
  - Bridgetown (ambassade)
- Bolivie
  - La Paz (ambassade)
  - Santa Cruz de la Sierra (consulat général)
  - Tarija (consulat général)
  - Cochabamba (consulat)
  - Villazón (consulat)
  - Yacuíba (consulat)
- Brésil
  - Brasilia (ambassade)
  - Porto Alegre (consulat général)
  - Rio de Janeiro (consulat général)
  - São Paulo (consulat général)
  - Belo Horizonte (consulat)
  - Curitiba (consulat)
  - Florianópolis (consulat)
  - Foz do Iguaçu (consulat)
  - Recife (consulat)
  - Salvador (consulat)
  - Uruguaiana (consulat)
- Canada
  - Ottawa (ambassade)
  - Montréal (consulat général)
  - Toronto (consulat général)
  - Vancouver (consulat général)
- Chili
  - Santiago du Chili (ambassade)
  - Punta Arenas (consulat général)
  - Valparaíso (consulat général)
  - Antofagasta (consulat)
  - Concepción (consulat)
  - Puerto Montt (consulat)
- Colombie
  - Bogota (ambassade)
- Costa Rica
  - San José (ambassade)
- Cuba
  - La Havane (ambassade)
- République dominicaine
  - Saint-Domingue (ambassade)
- Équateur
  - Quito (ambassade)
  - Guayaquil (consulat général)
- États-Unis
  - Washington (ambassade)
  - Atlanta (consulat général)
  - Chicago (consulat général)
  - Houston (consulat général)
  - Los Angeles (consulat général)
  - Miami (consulat général)
  - New York (consulat général)
- Guatemala
  - Guatemala ville (ambassade)
- Haïti
  - Port-au-Prince (ambassade)
- Honduras
  - Tegucigalpa (ambassade)
- Jamaïque
  - Kingston (ambassade)
- Mexique
  - Mexico (ambassade)
  - Playa del Carmen (consulat)
- Nicaragua
  - Managua (ambassade)
- Panama
  - Panamá (ambassade)
- Paraguay
  - Asuncion (ambassade)
  - Ciudad del Este (consulat général)
  - Encarnación (consulat général)
- Pérou
  - Lima (ambassade)
- Salvador
  - San Salvador (ambassade)
- Suriname
  - Paramaribo (ambassade)
- Trinité-et-Tobago
  - Port-d'Espagne (ambassade)
- Uruguay
  - Montevideo (ambassade)
  - Colonia del Sacramento (consulat)
  - Fray Bentos (consulat)
  - Maldonado (consulat)
  - Paysandú (consulat)
  - Salto (consulat)

## Asie
- Arabie saoudite
  - Riyad (ambassade)
- Arménie
  - Erevan (ambassade)
- Azerbaïdjan
  - Bakou (ambassade)
- Bangladesh
  - Dacca (ambassade)
- Chine
  - Pékin (ambassade)
  - Canton (consulat général)
  - Hong Kong (consulat général)
  - Shanghai (consulat général)
- Corée du Sud
  - Séoul (ambassade)
- Émirats arabes unis
  - Abou Dabi (ambassade)
- Inde
  - New Delhi (ambassade)
  - Bombay (consulat général)
- Indonésie
  - Jakarta (ambassade)
- Iran
  - Téhéran (ambassade)
- Israël
  - Tel Aviv (ambassade)
- Japon
  - Tōkyō (ambassade)
- Koweït
  - Koweït (ambassade)
- Liban
  - Beyrouth (ambassade)
- Malaisie
  - Kuala Lumpur (ambassade)
- Pakistan
  - Islamabad (ambassade)
- Palestine
  - Ramallah (bureau)
- Philippines
  - Manille (ambassade)
- Qatar
  - Doha (ambassade)
- Singapour
  - Singapour (ambassade)
- Syrie
  - Damas (ambassade)
- Taïwan
  - Taipei (représentation commerciale et culturelle)
- Thaïlande
  - Bangkok (ambassade)
- Turquie
  - Ankara (ambassade)
  - Istanbul (consulat général)
- Viêt Nam
  - Hanoï (ambassade)

## Europe
- Allemagne
  - Berlin (ambassade)
  - Francfort (consulat général)
  - Hambourg (consulat général)
  - Bonn (consulat)
- Autriche
  - Vienne (ambassade)
- Belgique
  - Bruxelles (ambassade)
- Bulgarie
  - Sofia (ambassade)
- Danemark
  - Copenhague (ambassade)
- Espagne
  - Madrid (ambassade)
  - Barcelone (consulat général)
  - Vigo (consulat général)
  - Cadix (consulat)
  - Palma de Majorque (consulat)
  - Santa Cruz de Tenerife (consulat)
- Finlande
  - Helsinki (ambassade)
- France
  - Paris (ambassade)
- Grèce
  - Athènes (ambassade)
- Hongrie
  - Budapest (ambassade)
- Irlande
  - Dublin (ambassade)
- Italie
  - Rome (ambassade)
  - Milan (consulat général)
- Norvège
  - Oslo (ambassade)
- Pays-Bas
  - La Haye (ambassade)
- Pologne
  - Varsovie (ambassade)
- Portugal
  - Lisbonne (ambassade)
- Roumanie
  - Bucarest (ambassade)
- Royaume-Uni
  - Londres (ambassade)
- Russie
  - Moscou (ambassade)
- Serbie
  - Belgrade (ambassade)
- Suède
  - Stockholm (ambassade)
- Suisse
  - Berne (ambassade)
- Tchéquie
  - Prague (ambassade)
- Ukraine
  - Kiev (ambassade)
- Vatican
  - Rome (ambassade)

## Océanie
- Australie
  - Canberra (ambassade)
  - Sydney (consulat général)
- Nouvelle-Zélande
  - Wellington (ambassade)

## Organisations internationales
- Bruxelles  (Mission permanente auprès de l'Union européenne)
- Genève  (Mission permanente auprès de l'Organisation des Nations unies)
- Montevideo (Missions permanentes auprès de l'ALADI et du MERCOSUR)
- New York (Mission permanente auprès de l'Organisation des Nations unies)
- Paris (Mission permanente auprès de l'UNESCO)
- Rome (Mission permanente auprès de l'Organisation des Nations unies pour l'alimentation et l'agriculture)
- Washington (Mission permanente auprès de l'Organisation des États américains)

## Galerie

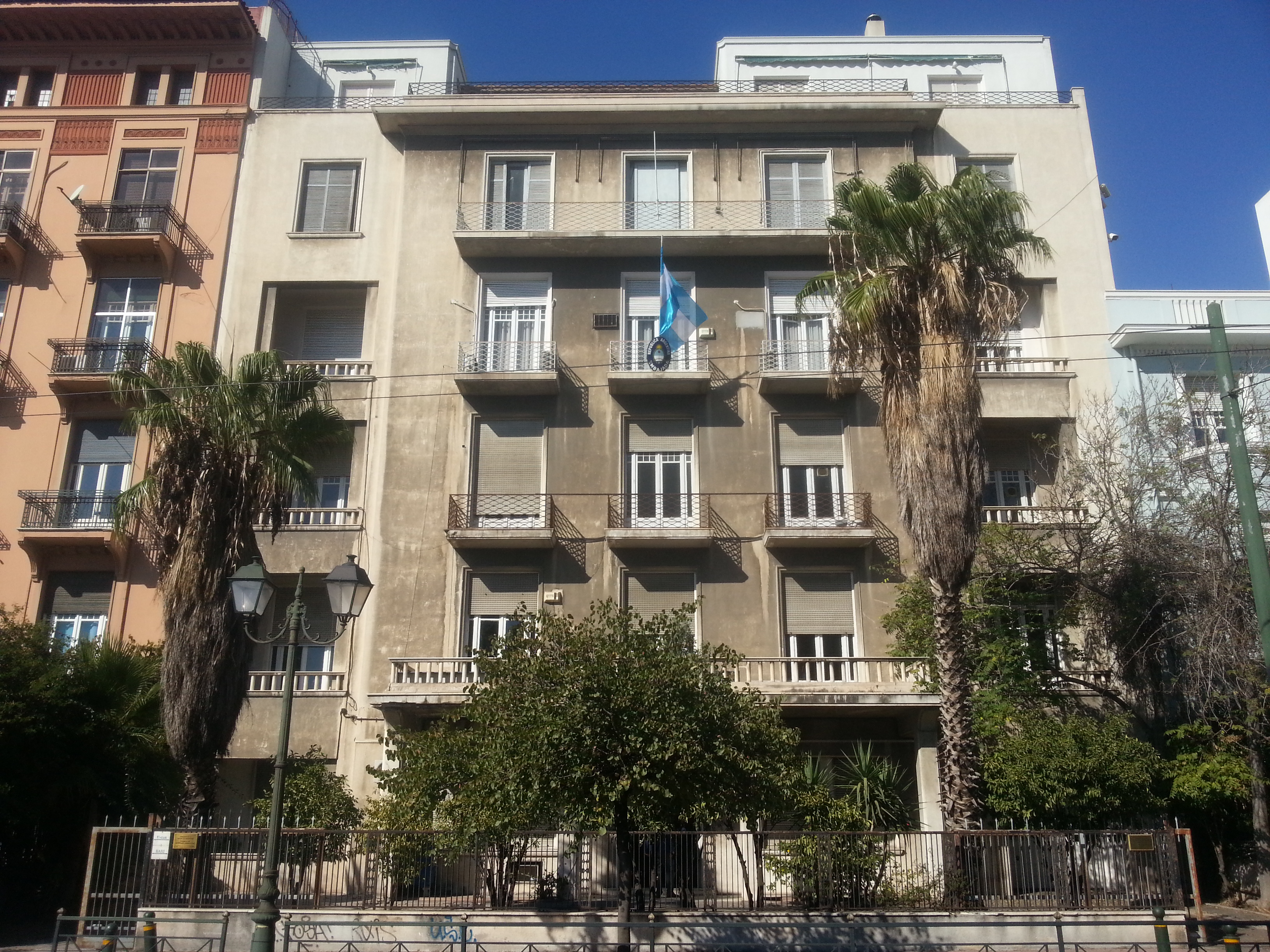
Ambassade à Athènes.
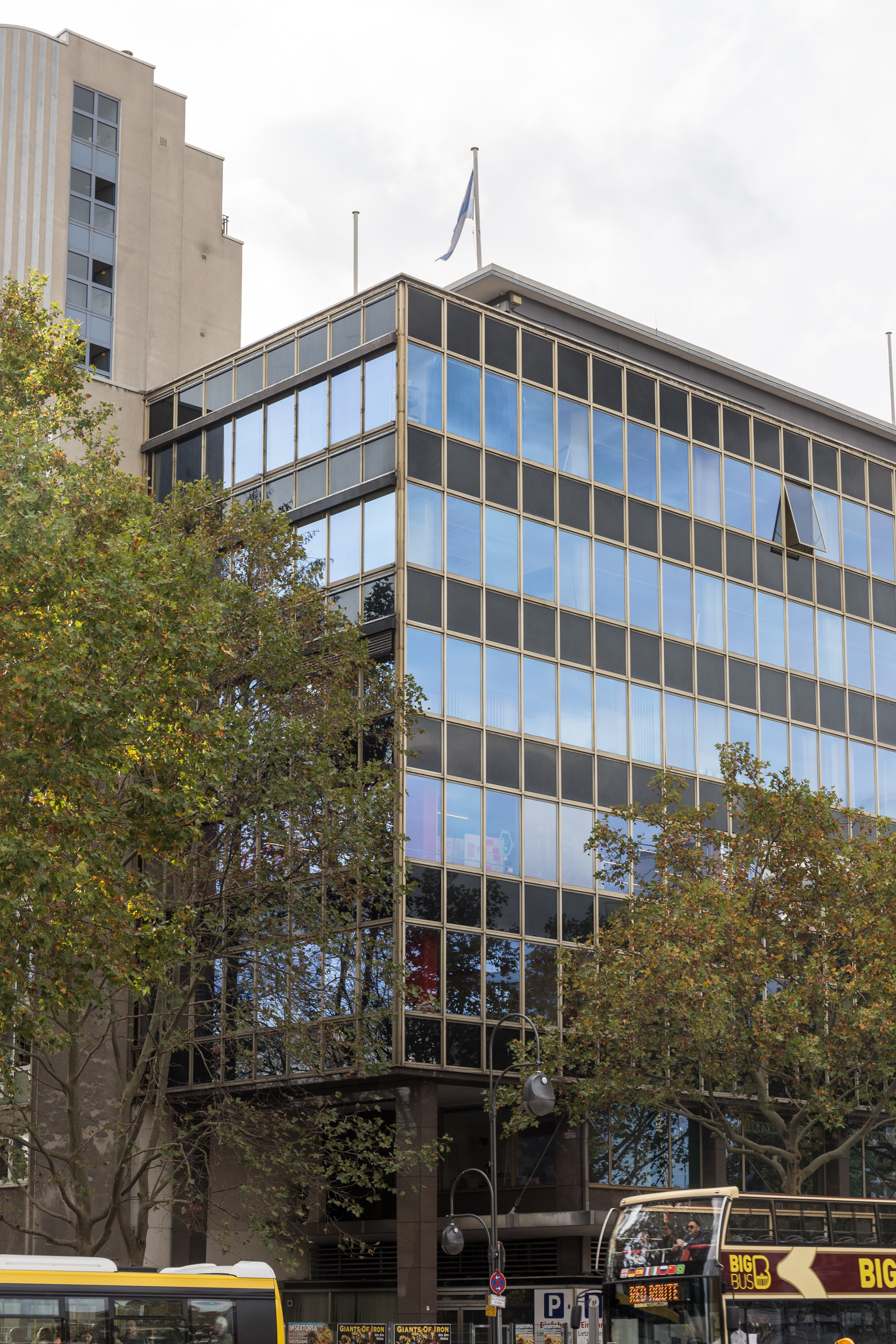
Ambassade à Berlin.
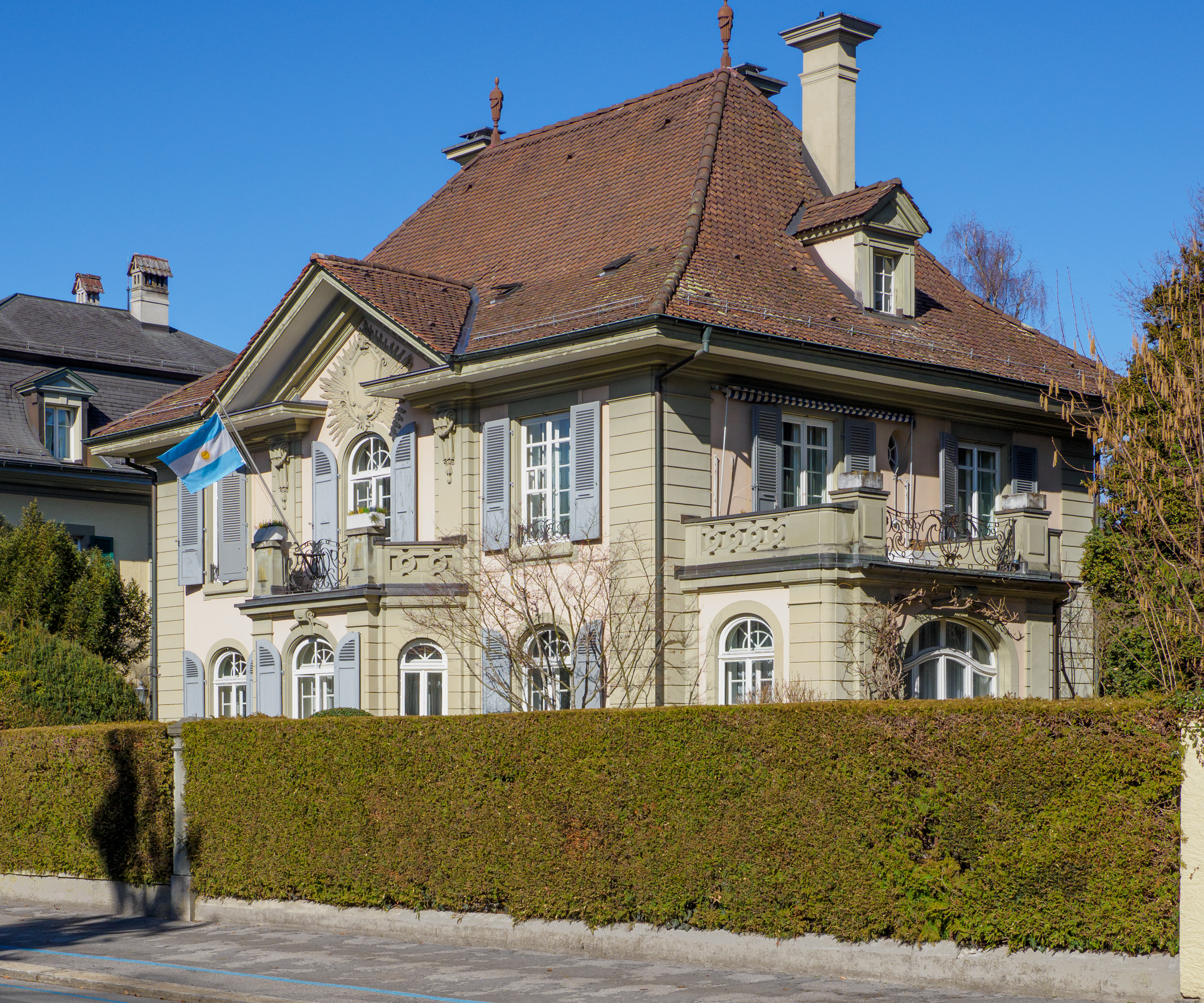
Ambassade à Bern.
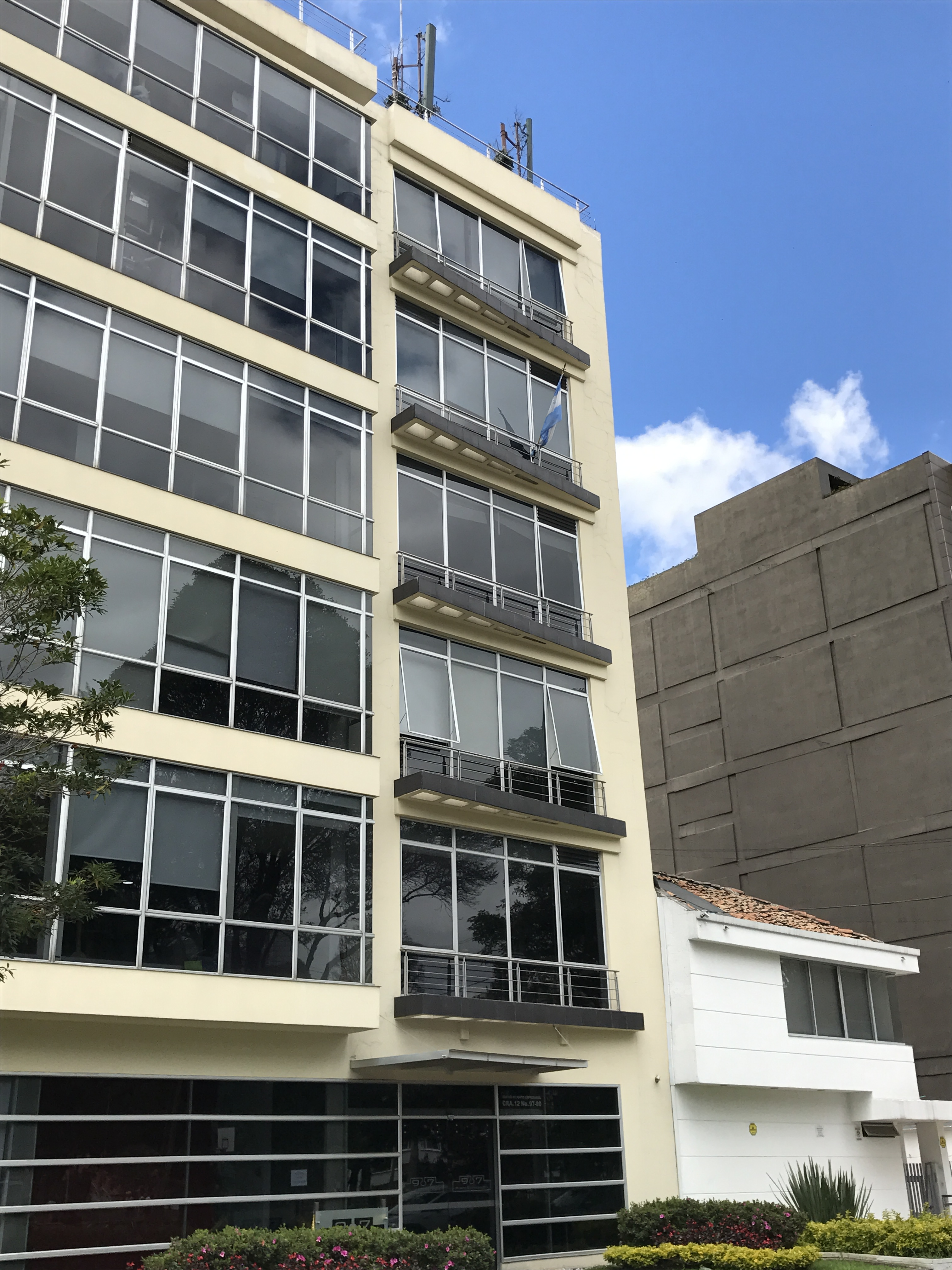
Ambassade à Bogota.
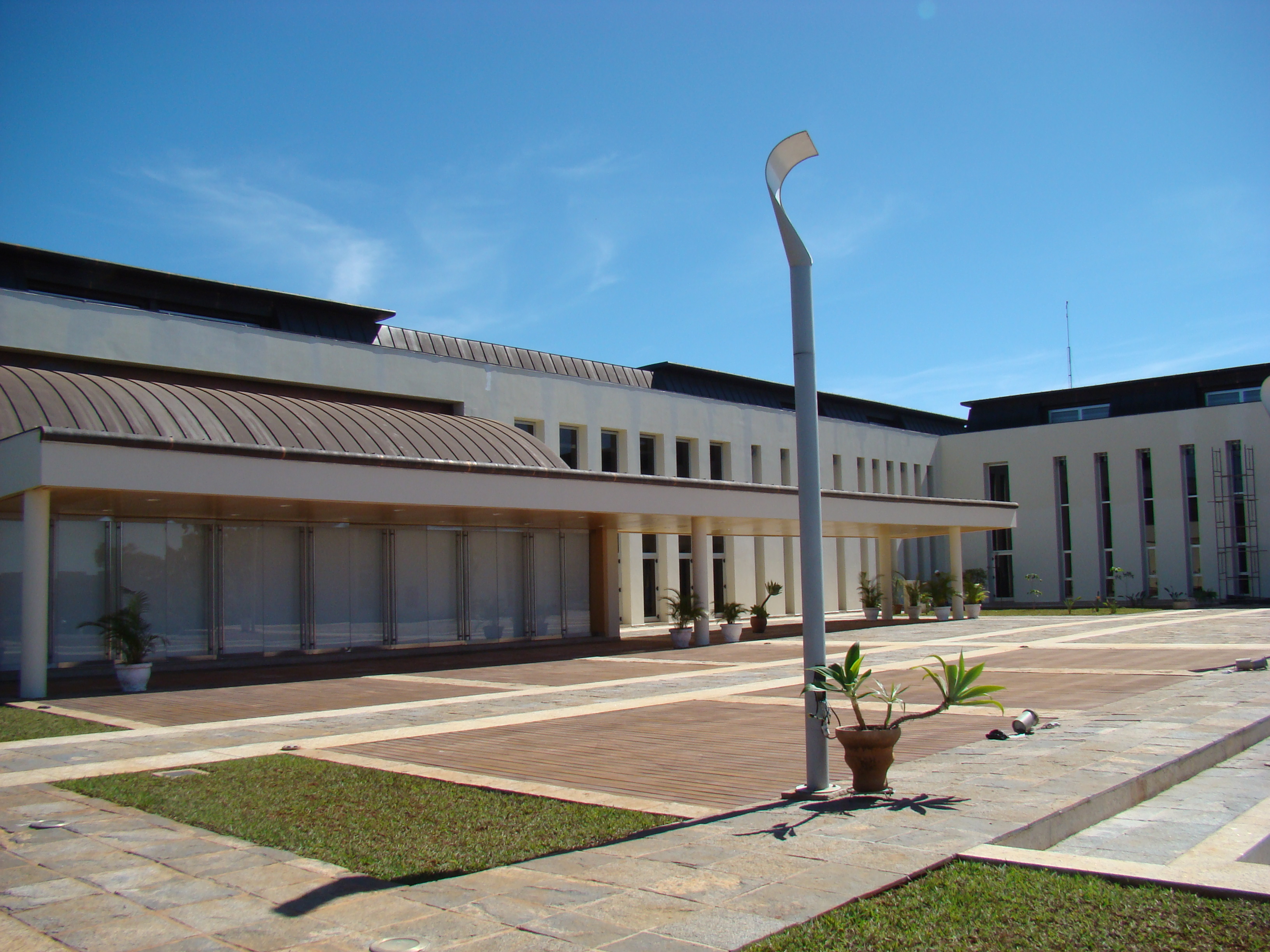
Ambassade à Brasilia.
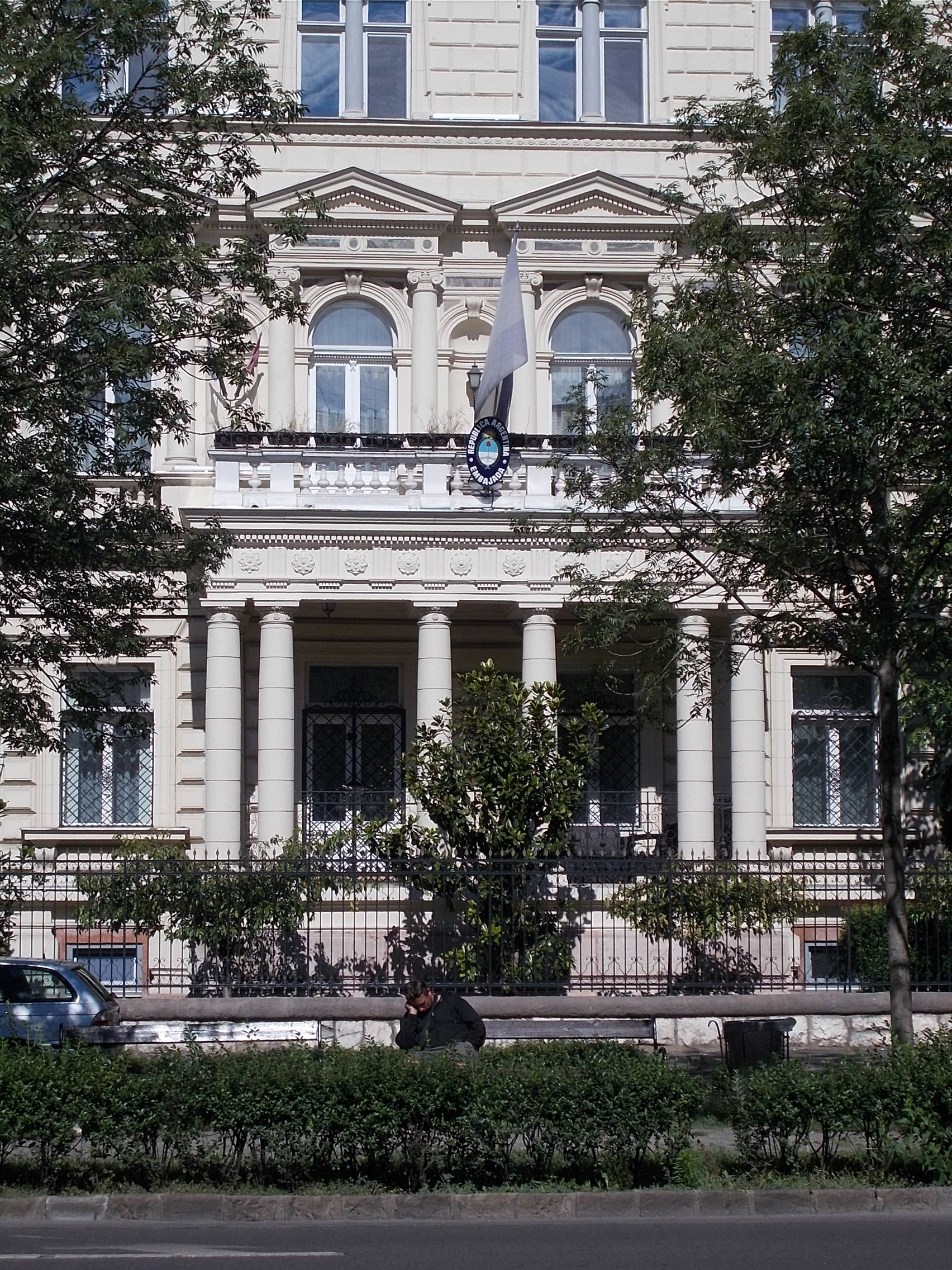
Ambassade à Budapest.
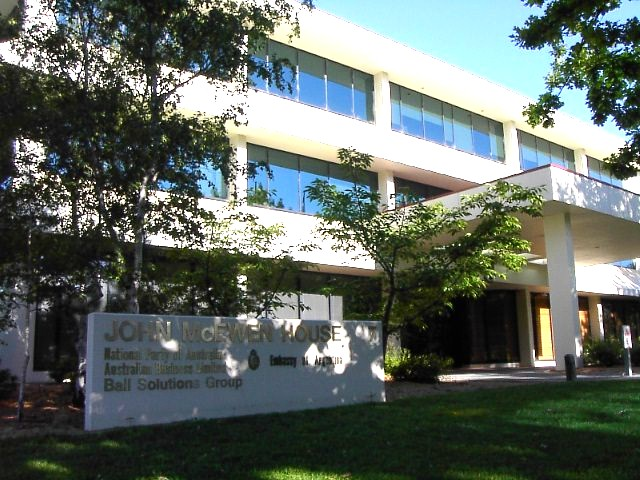
Ambassade à Canberra.
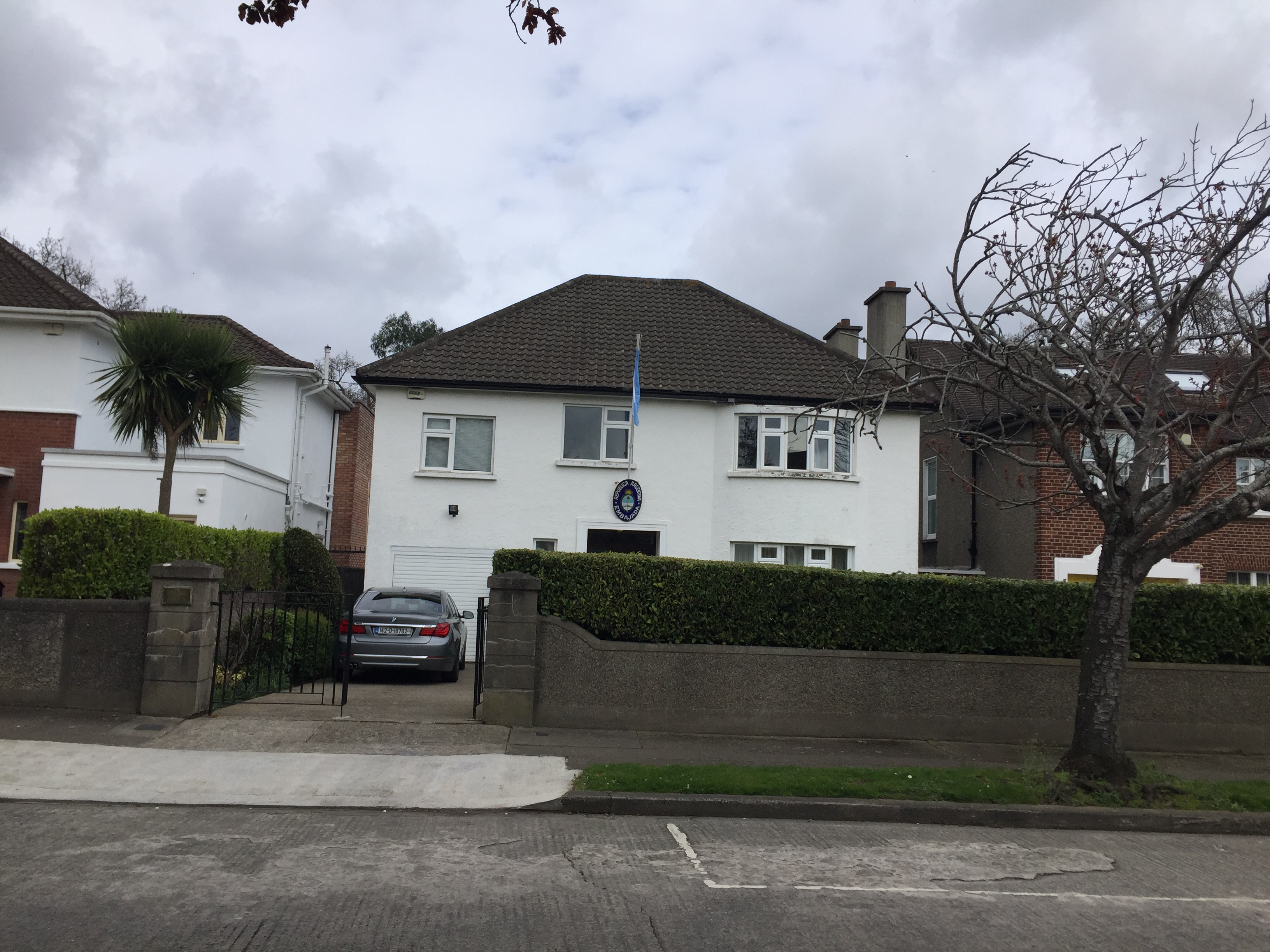
Ambassade à Dublin.
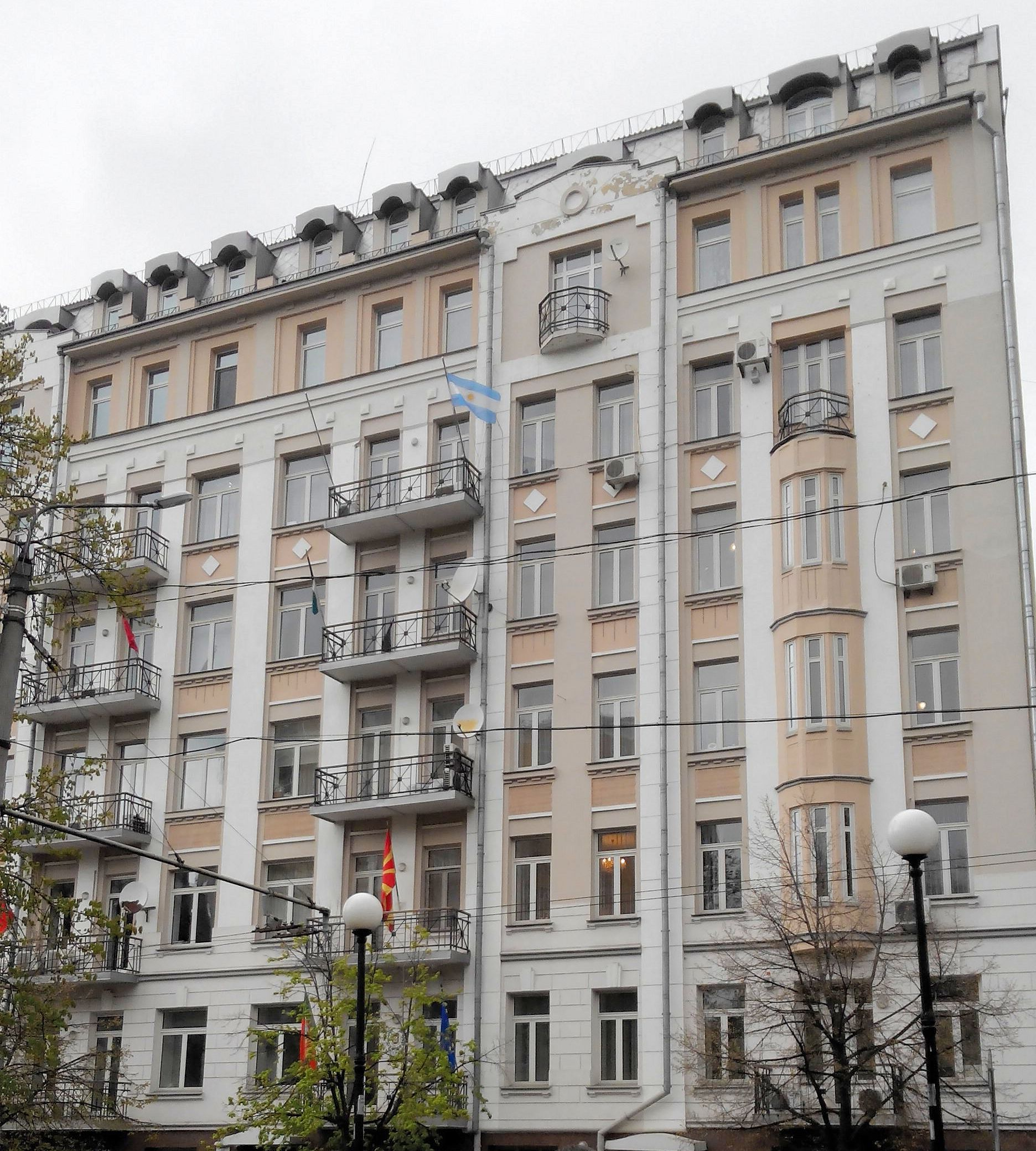
Ambassade à Kiev.
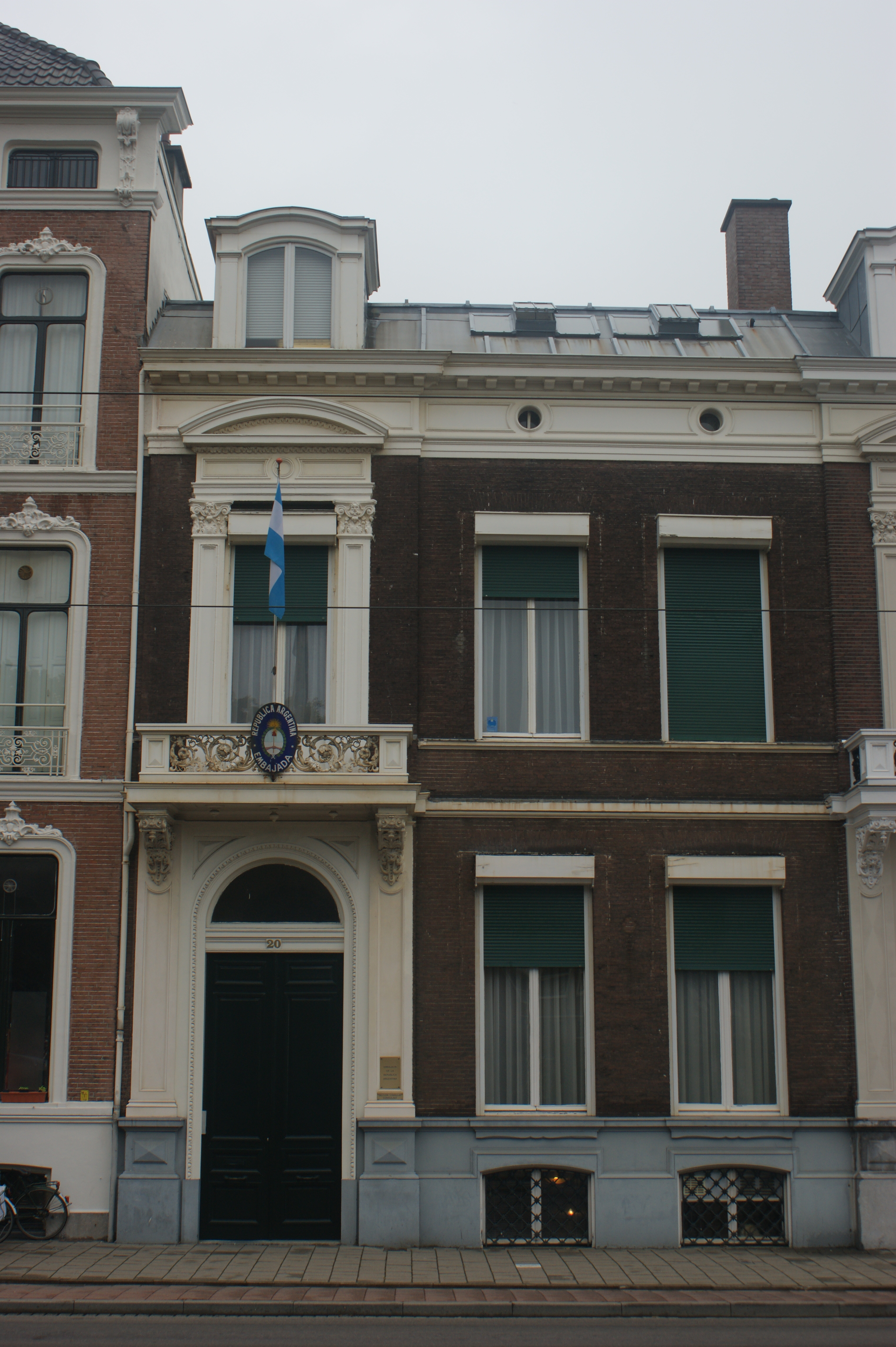
Ambassade à La Haye.
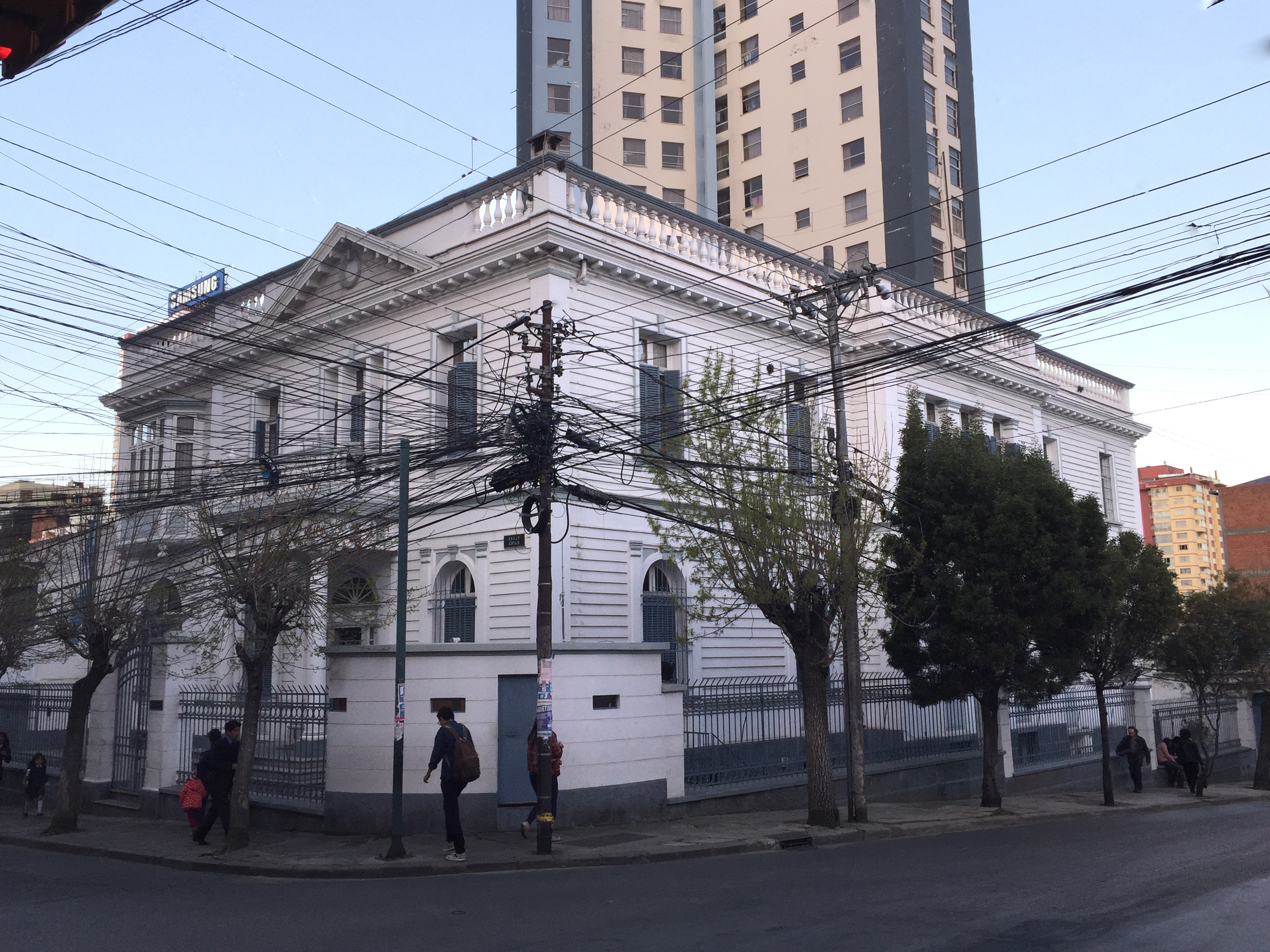
Ambassade à La Paz.
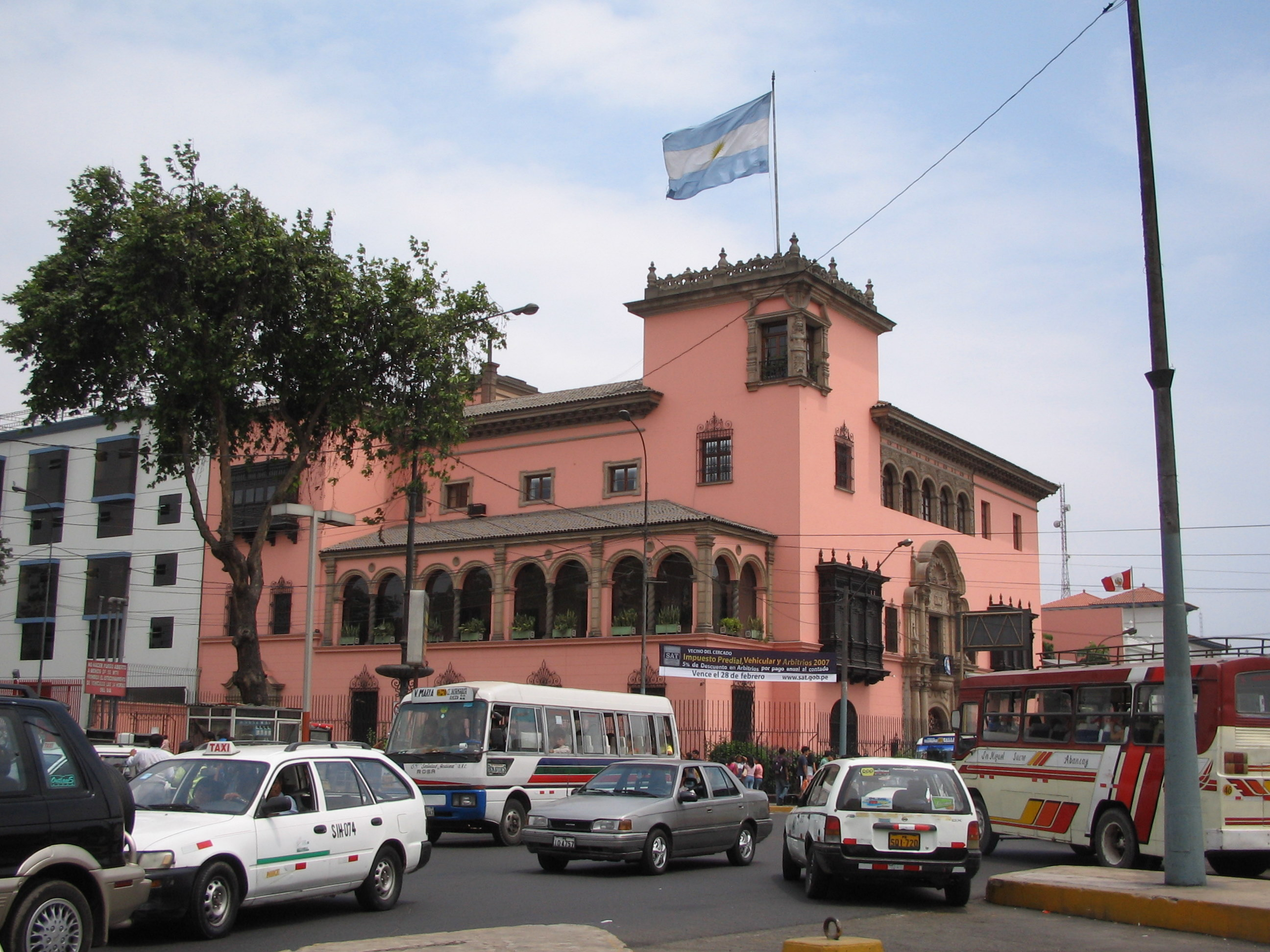
Ambassade à Lima.
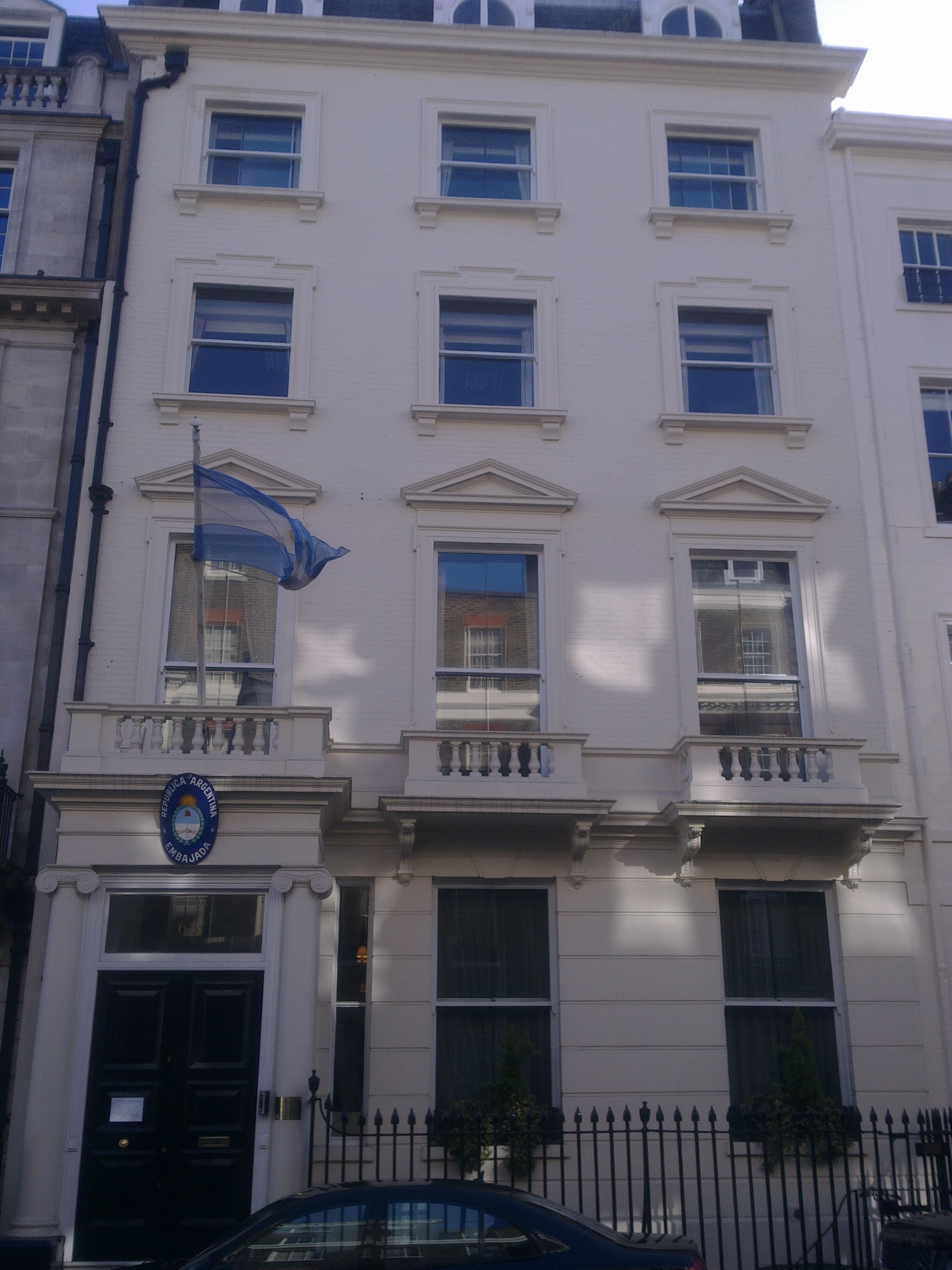
Ambassade à Londres.
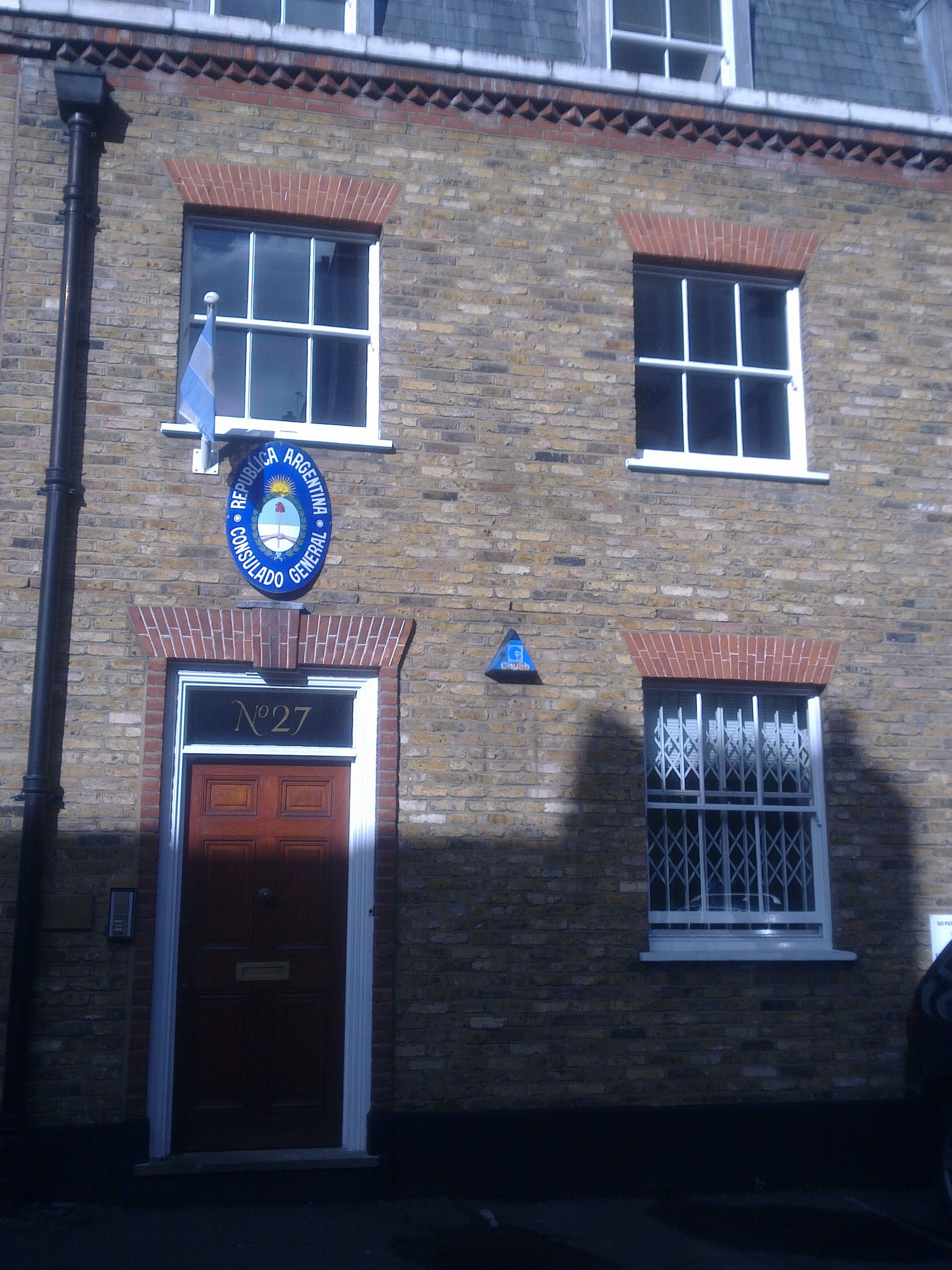
Consulat général à Londres.
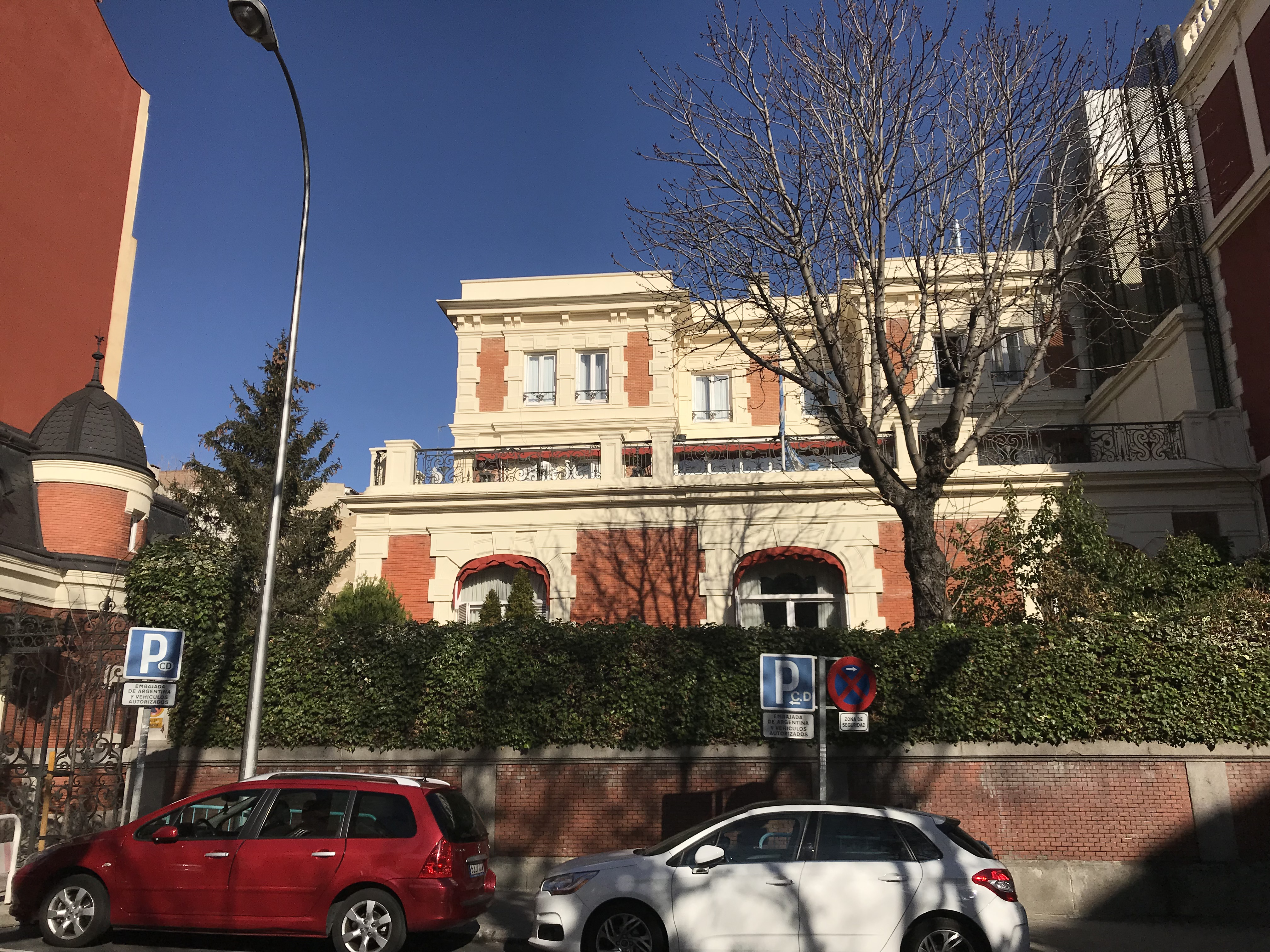
Ambassade à Madrid.
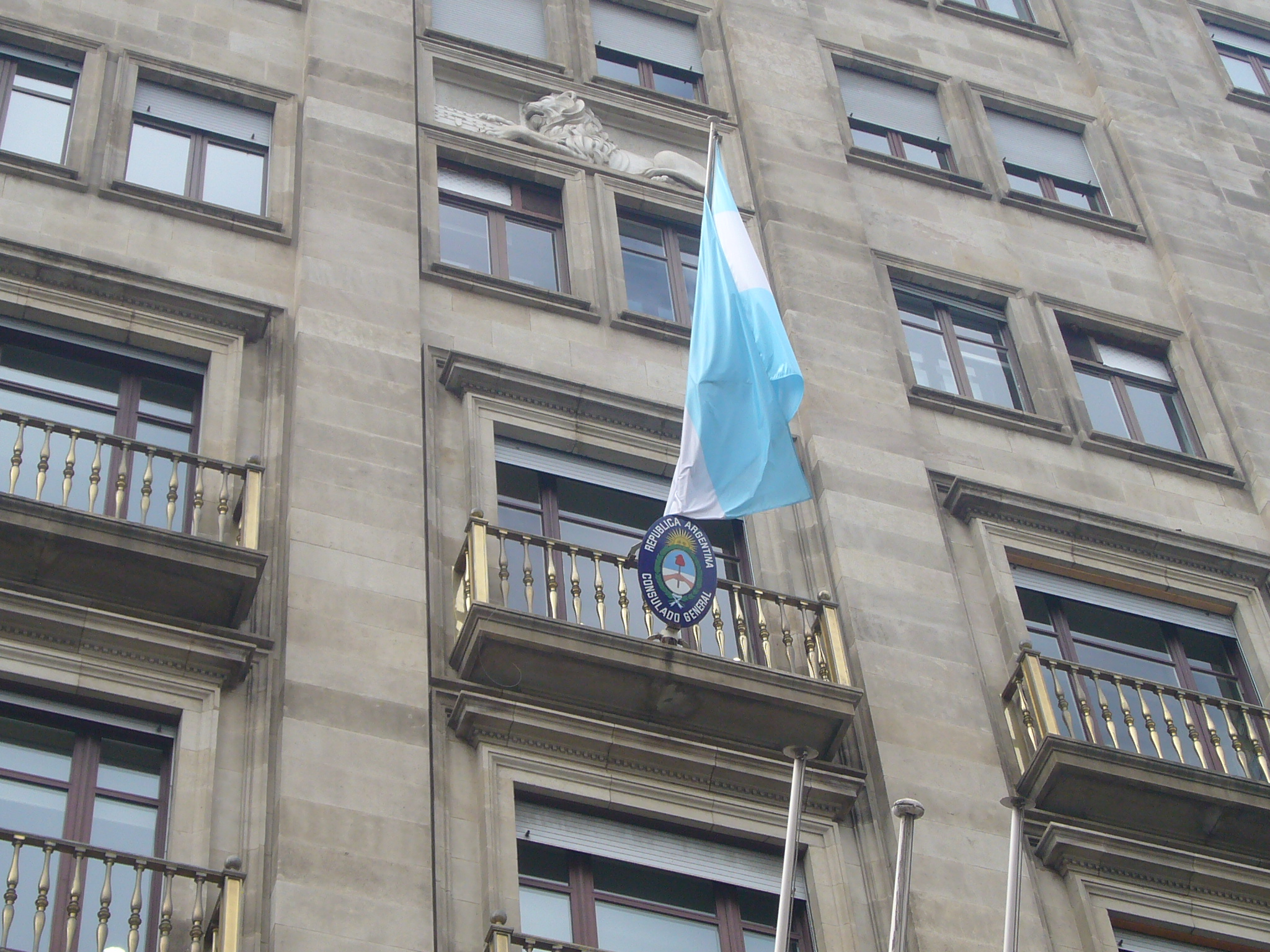
Consulat général à Barcelone.
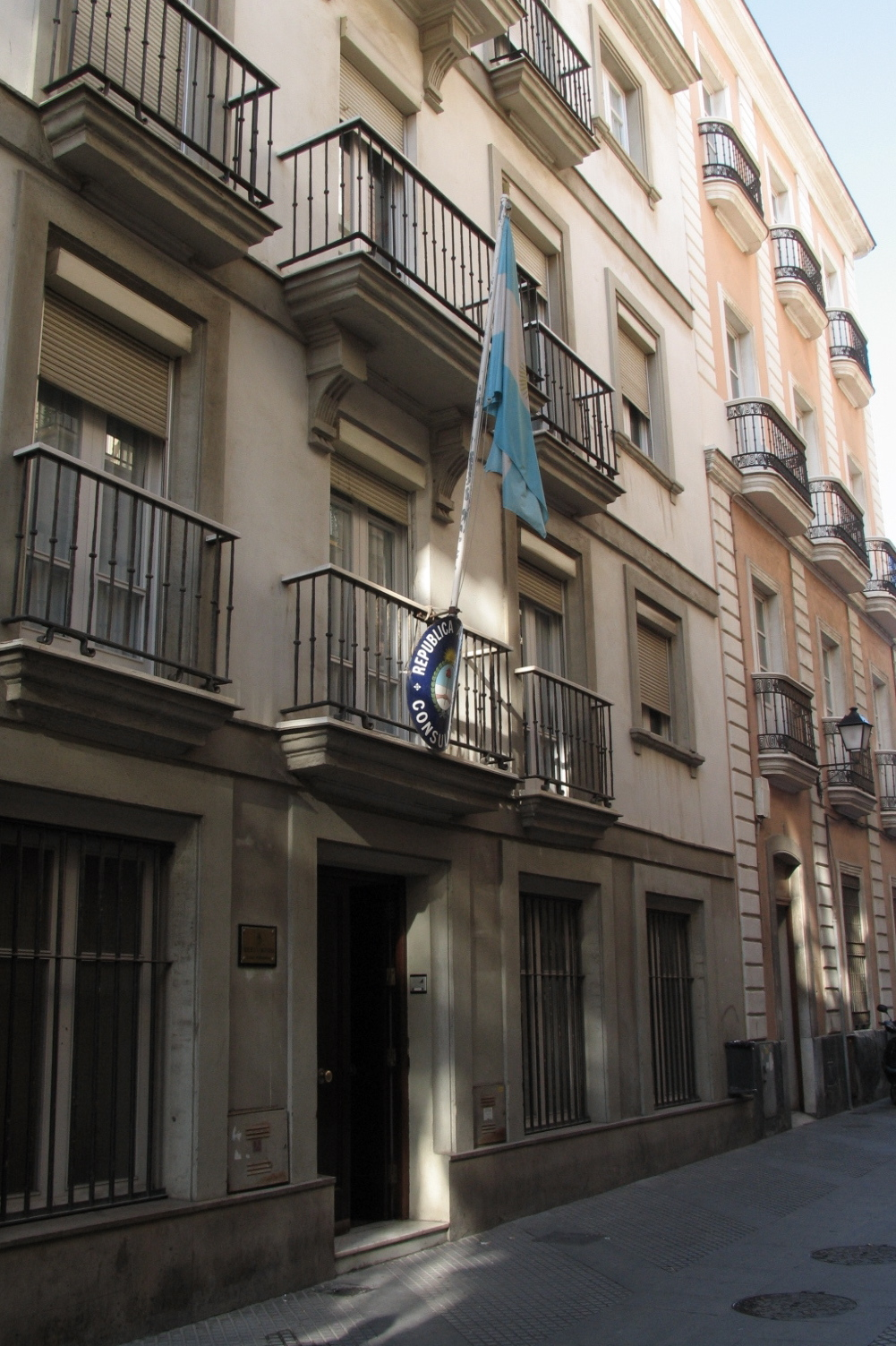
Consulat général à Cadix.
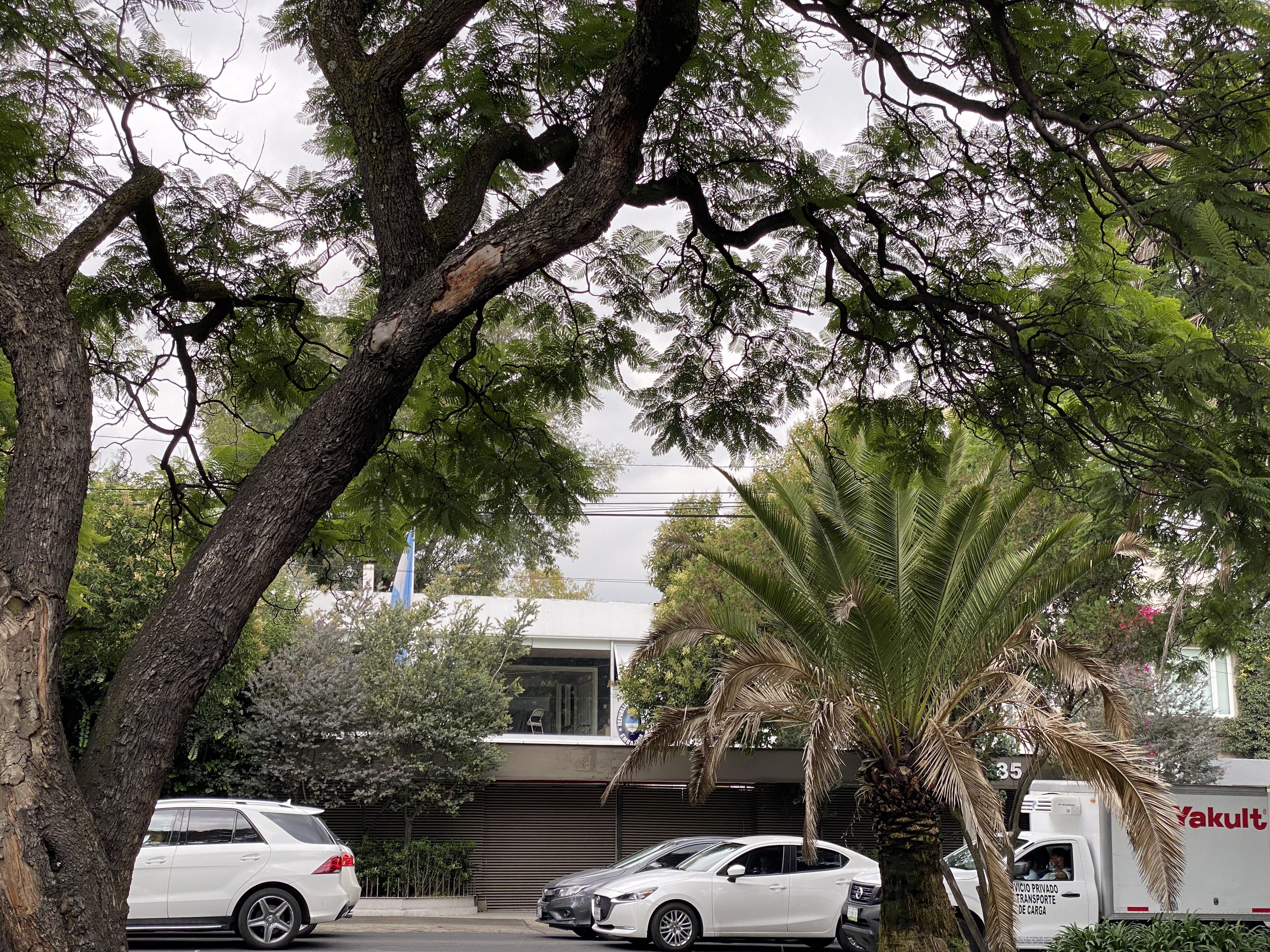
Ambassade à Mexico.
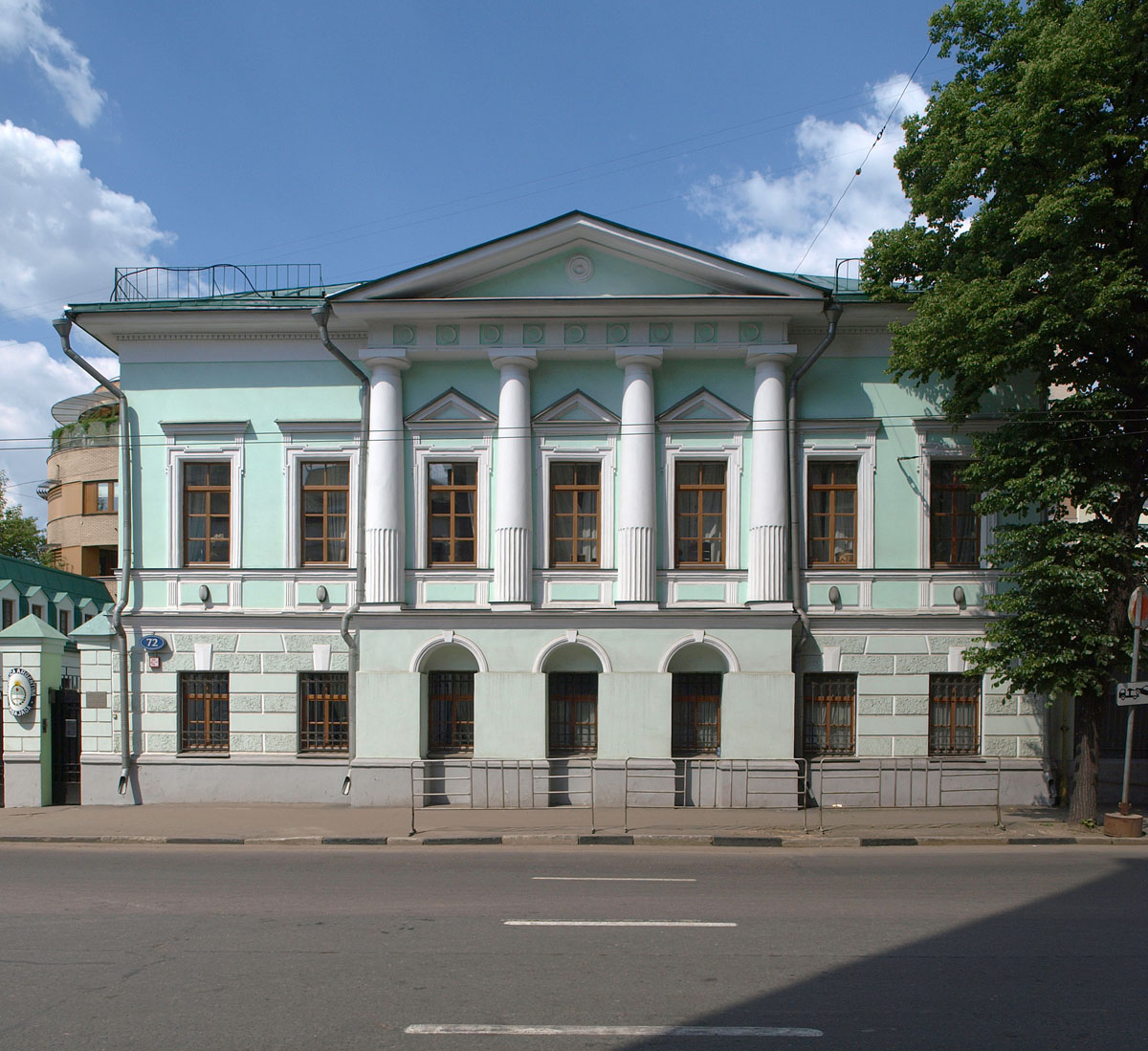
Ambassade à Moscou.
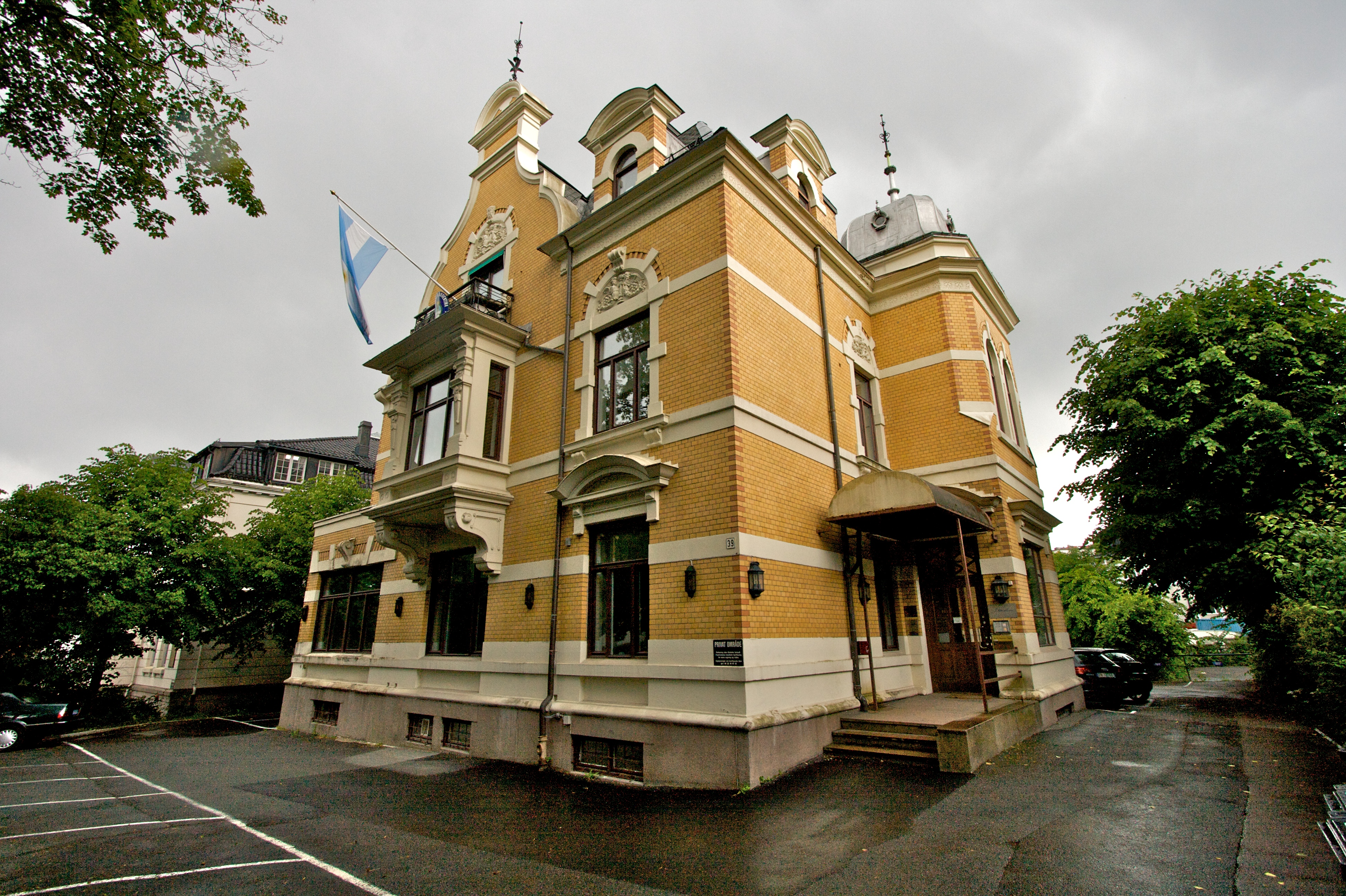
Ambassade à Oslo.
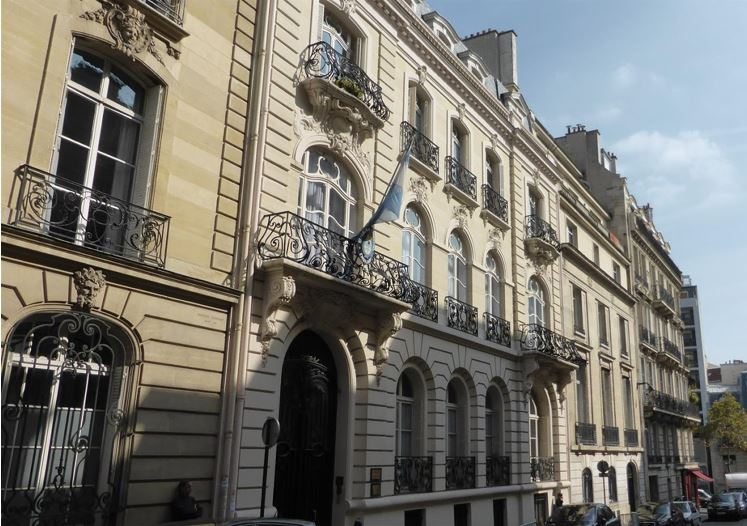
Ambassade à Paris.
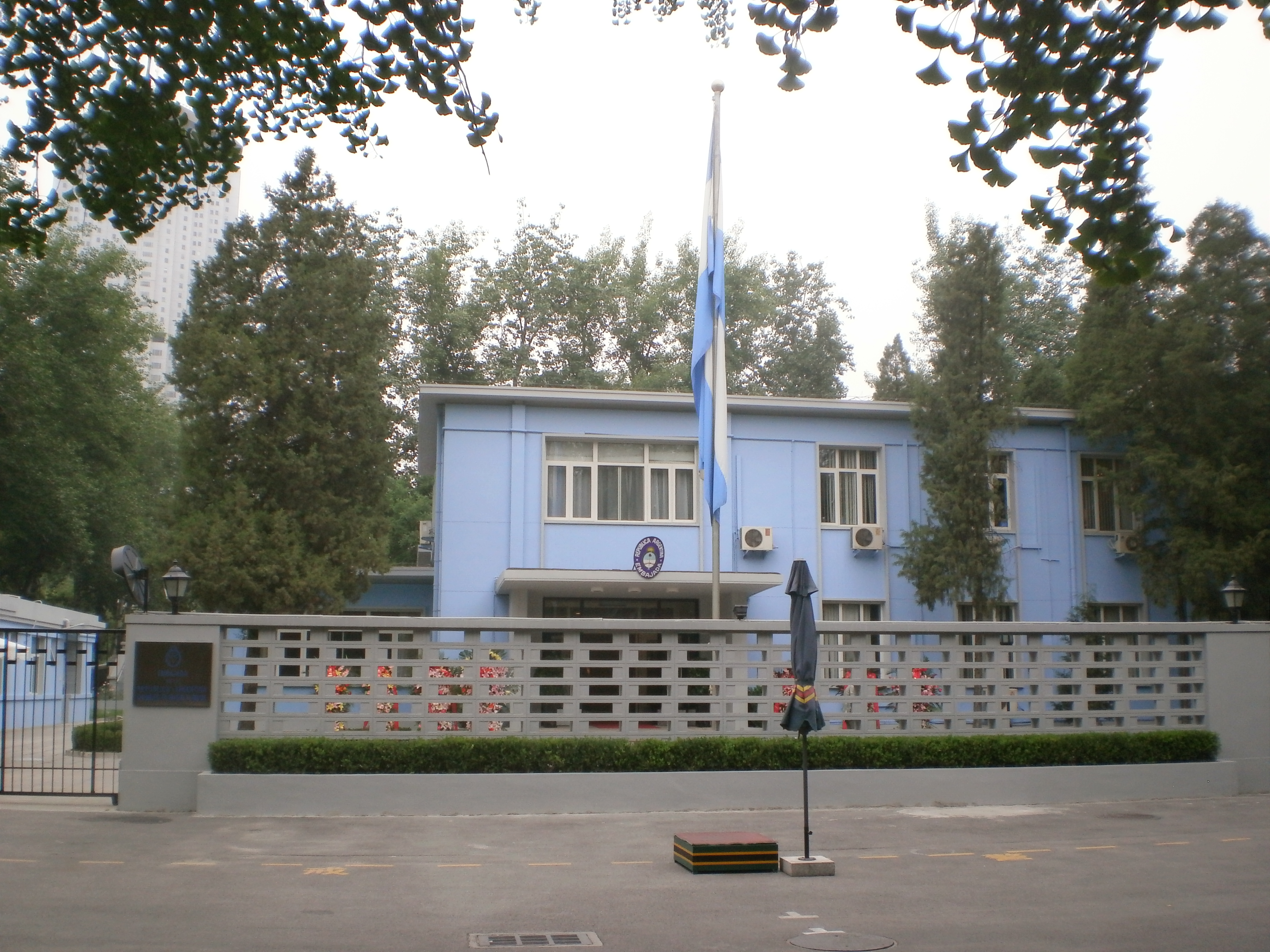
Ambassade à Pékin.
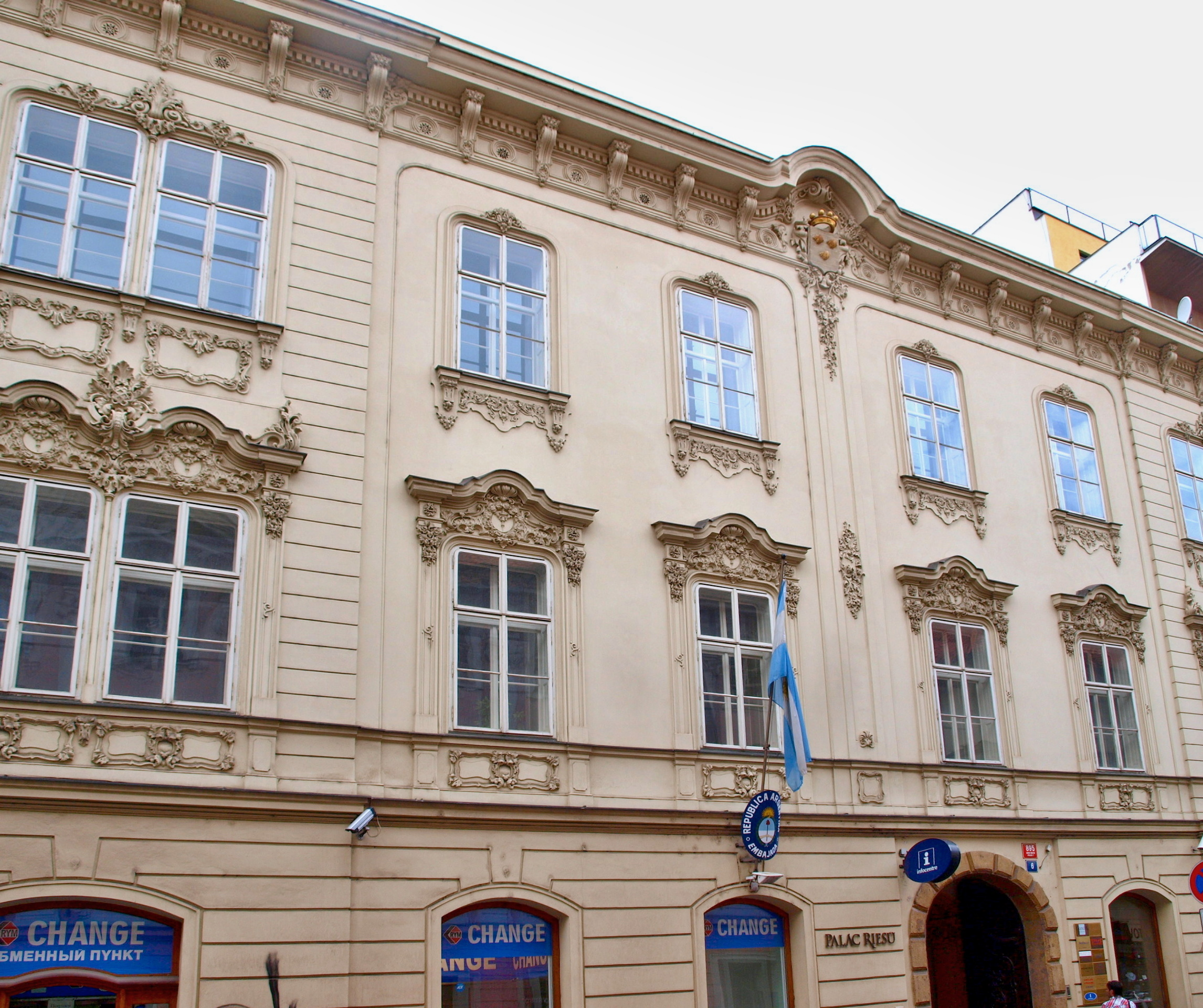
Ambassade à Prague.
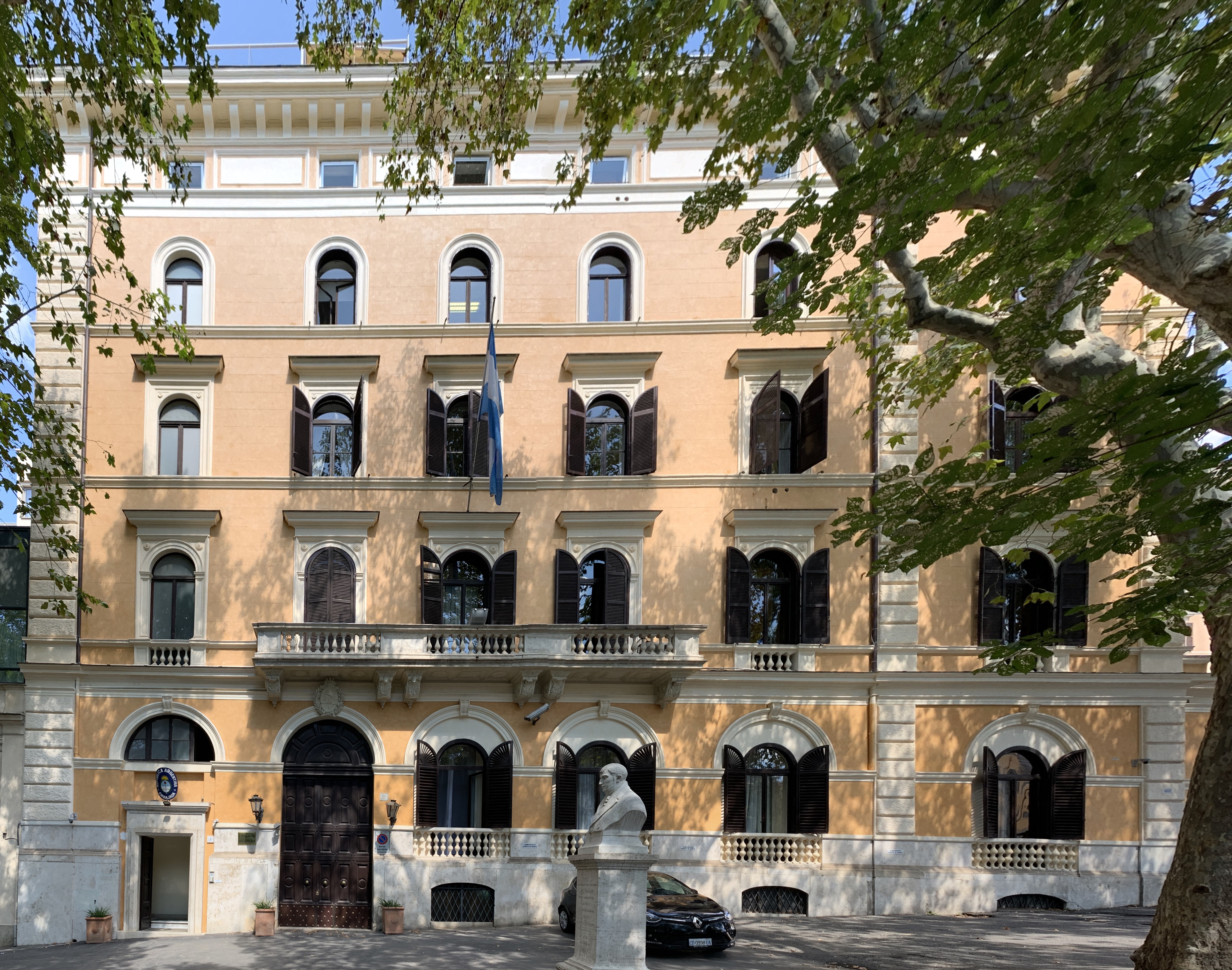
Ambassade de l'Argentine à Rome.
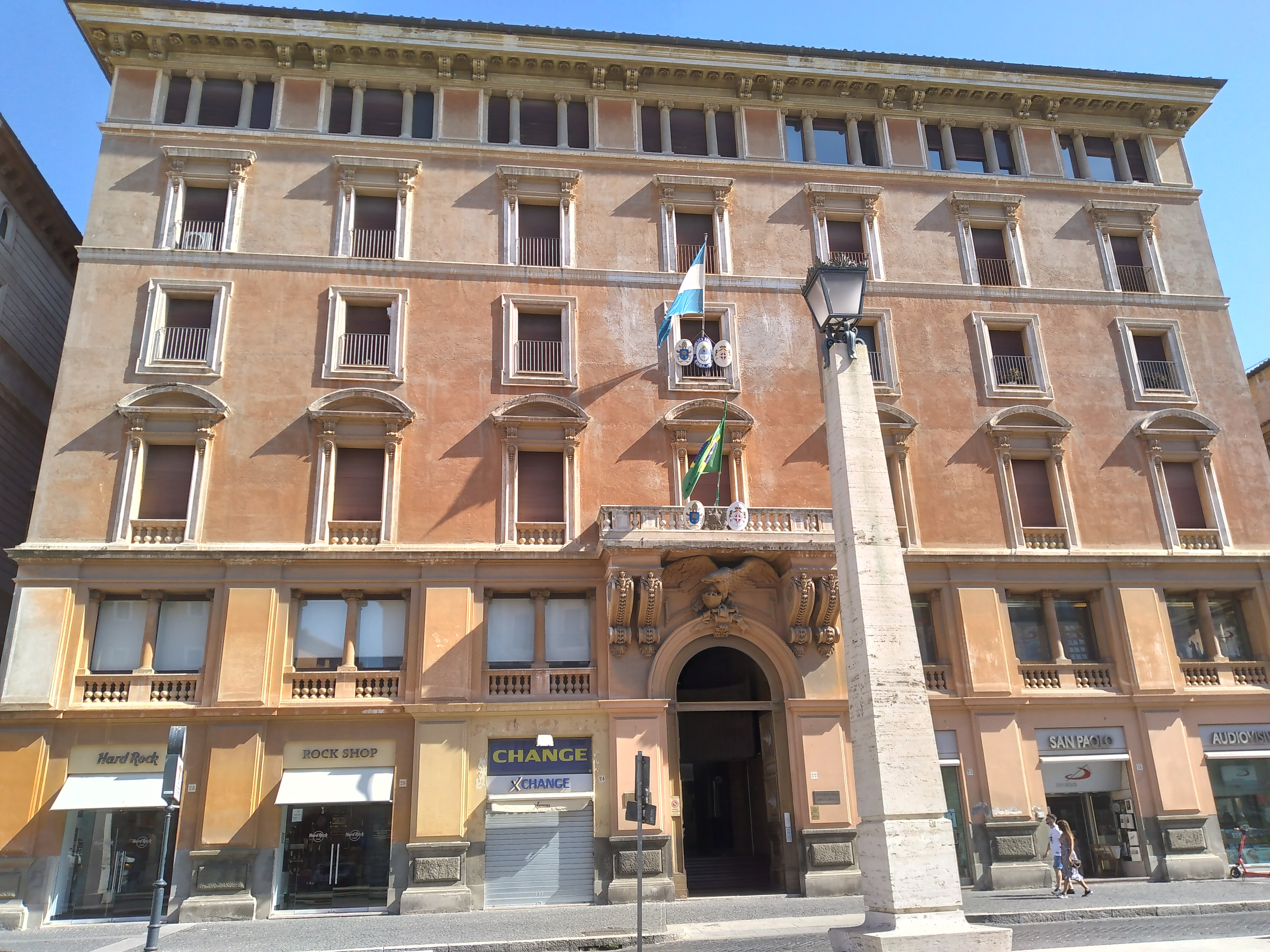
Ambassade auprès le Saint-Siège à Rome.
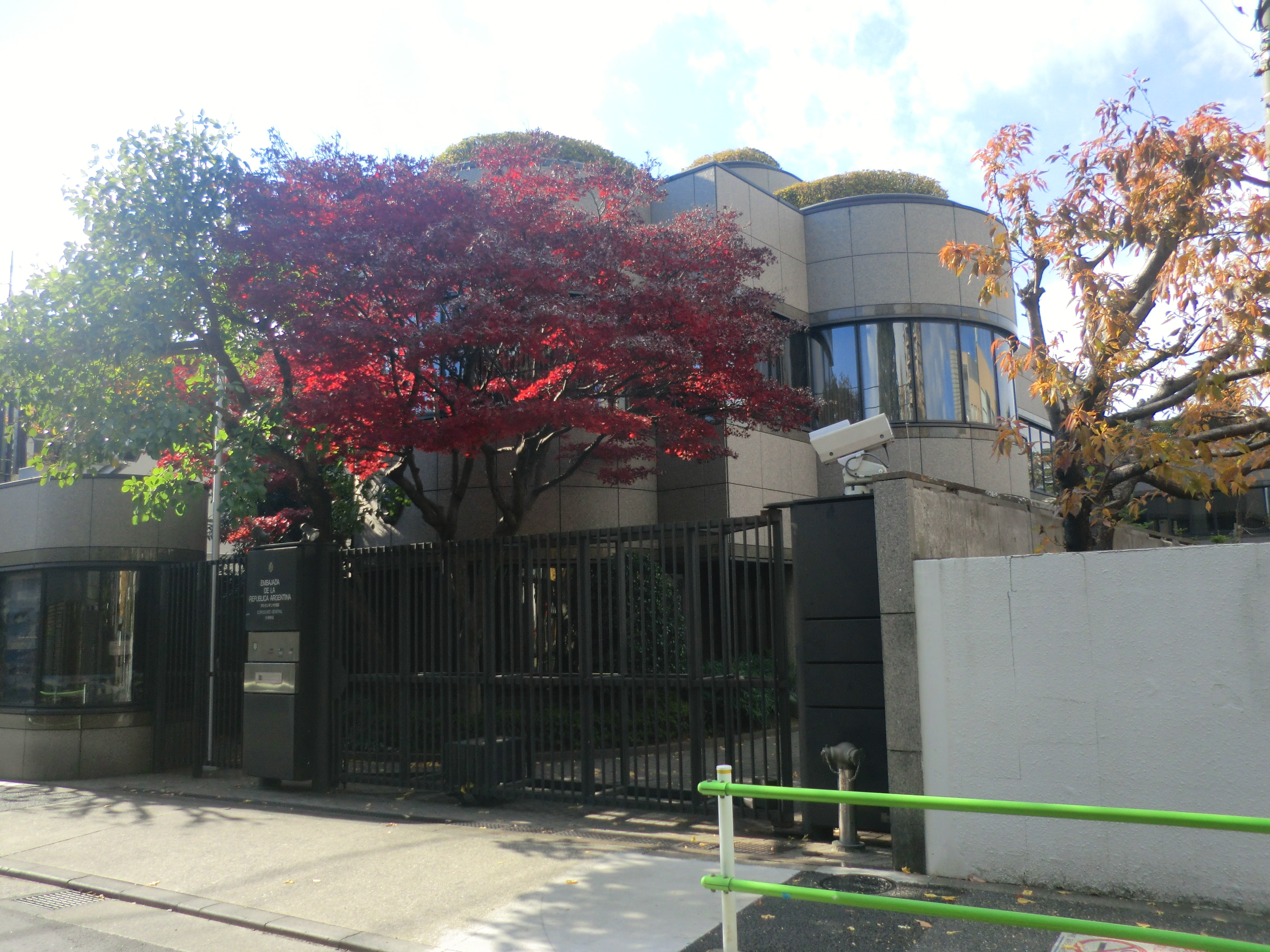
Ambassade à Tokyo.
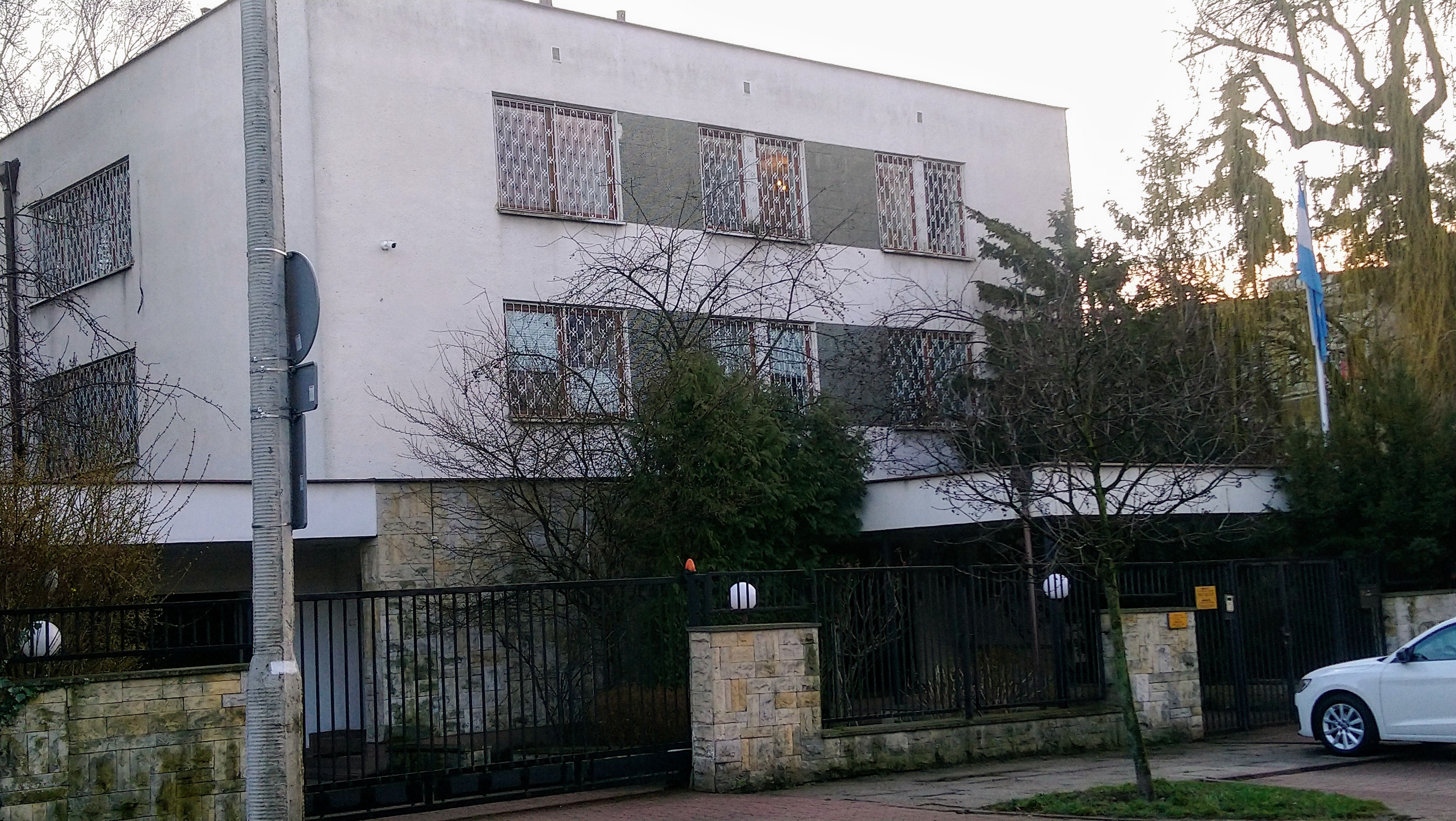
Ambassade à Varsovie.
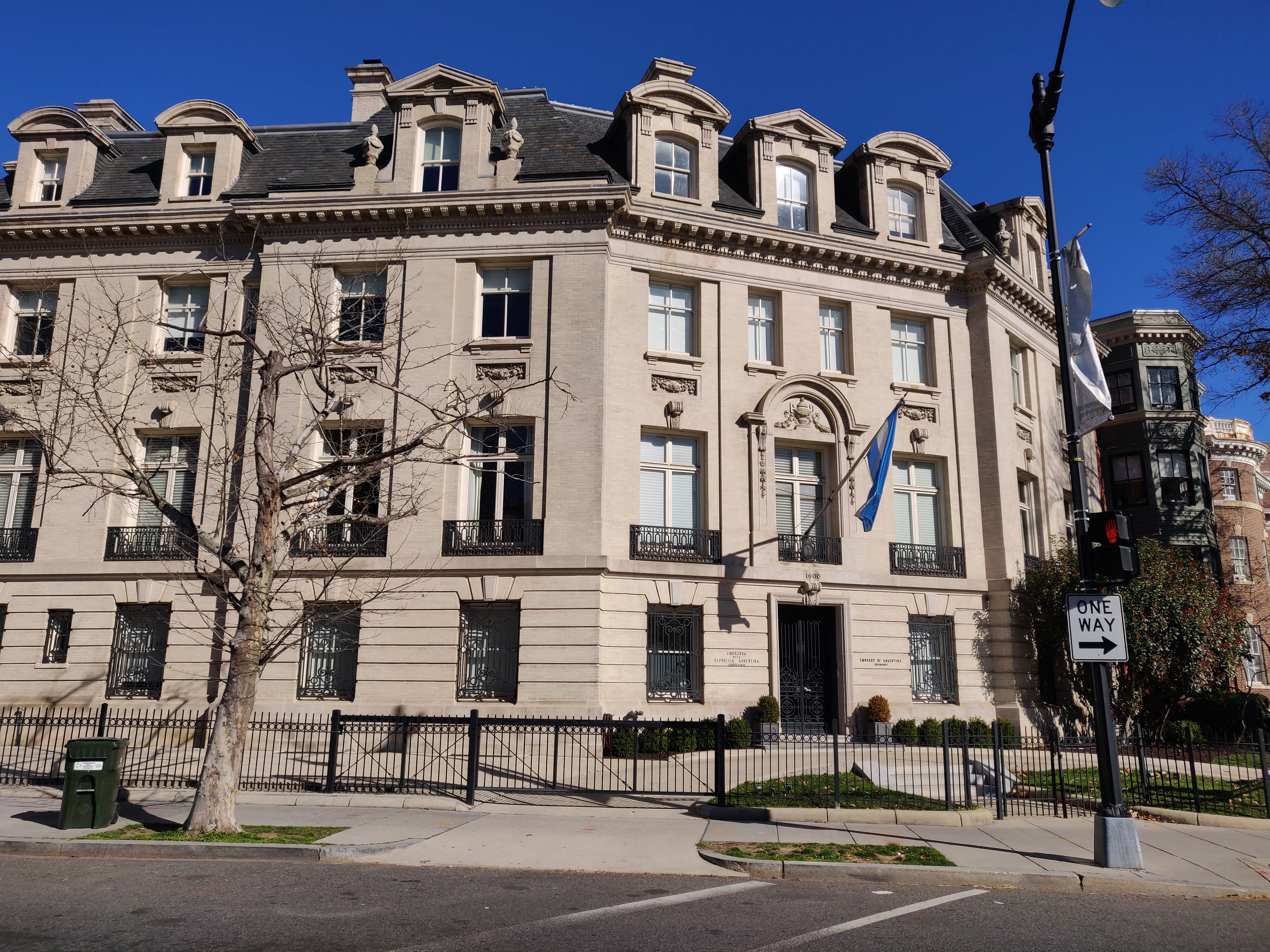
Ambassade à Washington.
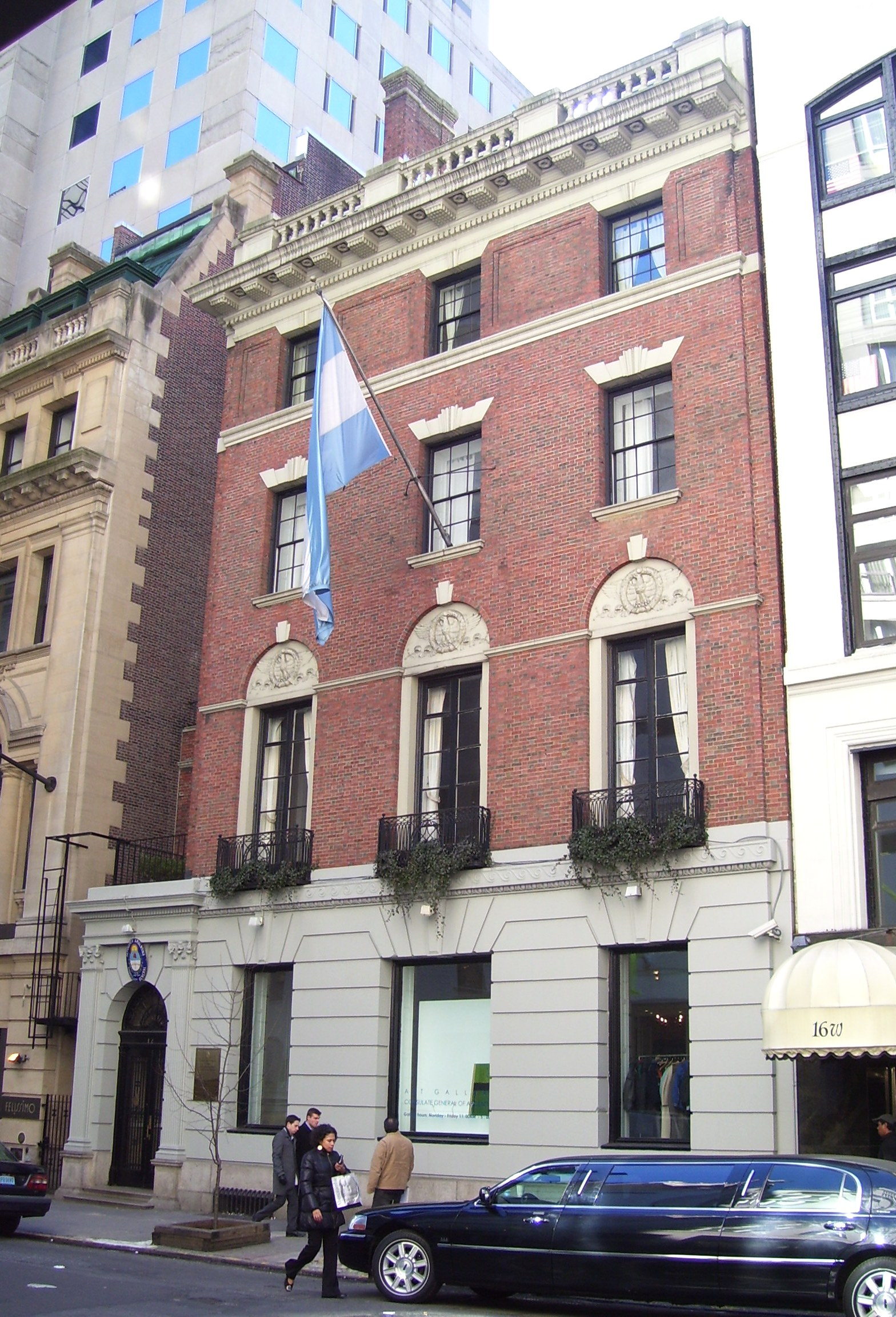
Consulat général à New York.